# 史可法
史可法（1602年12月16日—1645年5月20日），字憲之，又字道鄰，南明隆武朝廷諡忠烈，監國魯王朝廷諡忠靖，永曆朝廷改諡文忠。乾隆朝改諡忠正。河南開封府祥符縣人（今河南開封市），錦衣衛籍。明末政治人物，東林黨人，與姜曰廣、高弘圖並稱“南中三賢相”。弘光時官至南京兵部尚書、東閣大學士，追贈太師。
崇禎初以进士出身入仕，早年在南直隶参加镇压民变。崇祯末年，累官南都兵部尚书。甲申之變、清兵入關之後，史可法輔佐南明朝廷。弘光帝登基，史可法任兵部尚书、武英殿大学士，督师江北，节制四镇。弘光元年，镇守扬州。弘光元年四月，多铎南下，攻陷扬州，斩杀史可法。清朝秀才计六奇编写的《明季南略》记载史可法缒城出逃。全祖望《梅花嶺記》則說史可法死在扬州，但是民间因为敬佩史可法，都相传史可法未死。乾隆年間，清政府在揚州建立史可法祠，並在官撰明史中敲定了史可法在揚州殉難的說法。
现江苏省扬州市設有史可法纪念馆及其衣冠塚，其塚於文革中遭盜墓，發現只有玉帶一條而已。其祠有揚州知府任民育同祀，今有守揚州諸將牌位。後人收其著作，編為《史忠正公集》。

## 生平

### 崇祯年间
史可法祖父史应元，官至黄平州知州；父亲史本质，母亲尹氏。相传尹氏怀孕时，梦到文天祥进入她的房间，于是生下史可法。史可法早年师从左光斗，後來曾經在左光斗被誣下獄時前往探望跪哭。天启七年（1627年）主考郭都賢取為舉人，崇祯元年（1628年）聯捷进士，授西安府推官，當時洪承疇才略過人，在陜大得軍民心，可法以他為榜樣，治聲日起。历任户部员外郎，郎中。
崇祯八年（1635年），史可法任右参议，负责镇守池州、太平。同年秋，随盧象昇镇压各地民变，史可法任副使，巡行安庆、池州等地，监江北军队。黄梅地区民变军队抢掠宿松、潜山、太湖等地，意图进犯安庆，史可法率军打败了民变军，并追击到潜山天堂寨。第二年，祖宽在滁州击败民变军，变军退到河南。

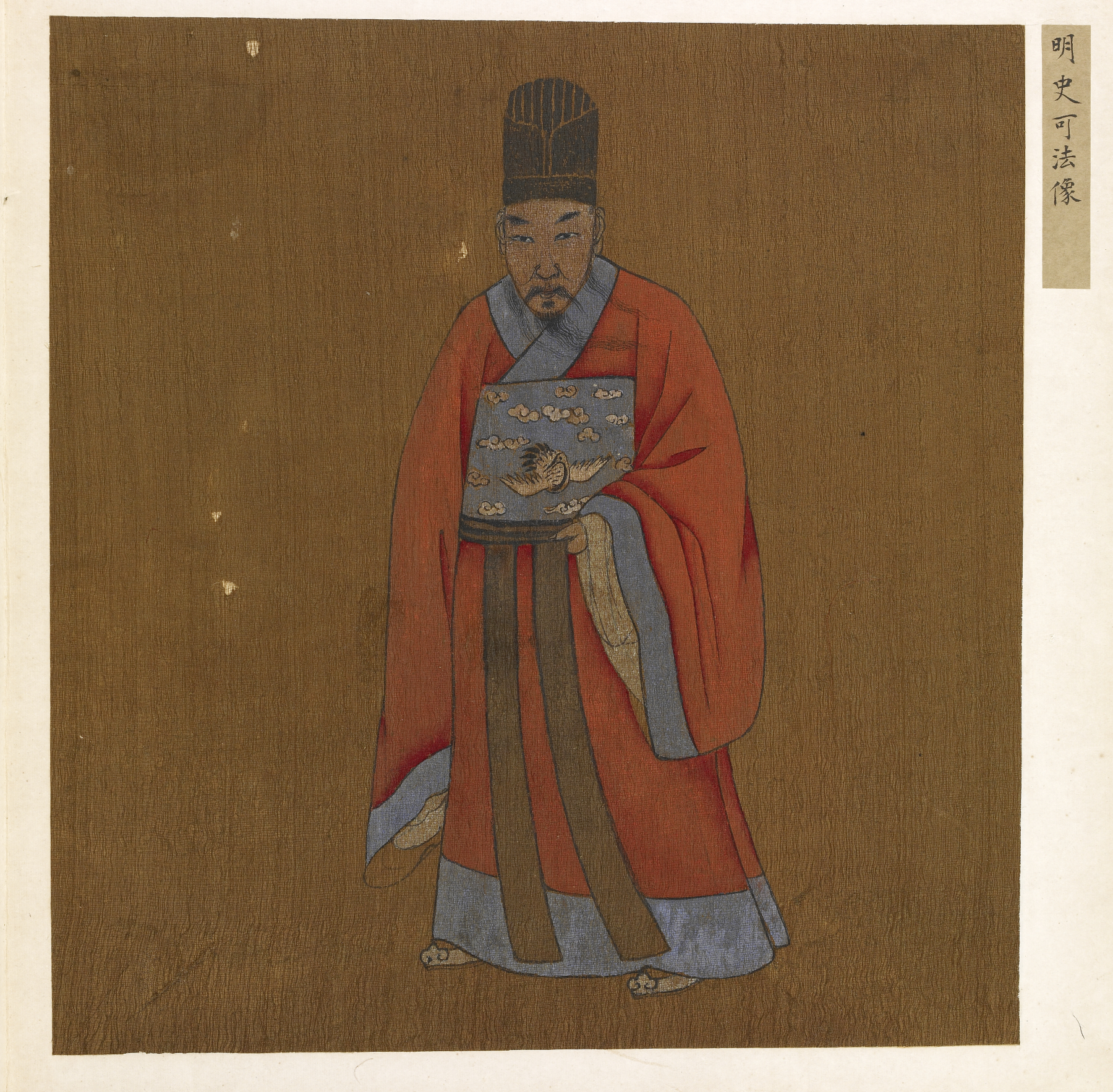
史可法像，取自清乾隆年间《历代名臣像解》像，现藏于沃尔特斯艺术博物馆。

崇祯九年（1636年）十二月，变民军领袖马守应联合罗汝才、李万庆自郧阳东下，史可法驻军太湖，阻碍变民军的进攻通道。次年正月，变民军绕道攻至安庆石牌，很快转移到桐城，被参将潘可大击退。变民军又被庐州、凤阳等地军队阻遏，返回桐城抢掠。桐城知县陈尔铭固守城池，史可法与潘可大围剿变民军。变民军退至庐江，进犯潜山，在枫香驿被史可法与左良玉击败。另据《明季北略》引述桐城人的说法，史可法曾率部驰援桐城，被围困在鹿耳城，但被桐城县令杨尔铭所救。
崇祯十年（1637年），由于变民军强大，威胁南京，史可法被张国维推荐升任右佥都御史，巡抚安庆、庐州、太平、池州及河南江西湖广諸府县。此后，变民军占领和州、含山、定远、六合等地，进犯天长、盱眙。史可法奏报请求免除上述地方的田租。当时监军佥事汤开远善于打击变民军，史可法又东西驰援，变民军不敢正面交锋。到第二年，由于未能按时平定民变，朝廷命令他戴罪立功。史可法身材短小精悍，面孔黝黑，双目炯然有光。他具備廉洁守信的名聲，能与部下同甘共苦。行军途中，士兵没有吃饱自己就不先吃，士兵衣服没发下自己决不先穿，所以士兵都愿意为他出力。巡抚任內，史可法「开屯政，招流亡，缮城郭，访贤豪」，他的军队也相继在英山、六合两地打败变民军，顺天王也乞求投降。
崇祯十二年（1639年）夏，史可法因岳父去世离职。除下丧服后，出任户部右侍郎兼右佥都御史，接替朱大典总督漕运。他弹劾罢免了三个督粮道，增设漕储道一人，大力疏通南河，使漕务大有整治。崇祯十六年（1643年）七月，史可法拜南京兵部尚书，参赞机务。在此期间，史可法奏上八条改革意见，並與正詹事姜曰广疏请皇太子朱慈烺監國南都，以固國本，巩祖陵，但意見被崇禎帝留中不發。

### 南明建立
崇禎十七年（1644年）三月李自成进攻北京，在取得時任南京戶部尚書高弘圖的支持後，史可法誓师勤王。渡江抵达浦口后，得到崇祯帝自縊駕崩的消息，史可法向北痛哭失声，以头撞柱，血流到脚上。時史可法任南京兵部尚書，為留都百官之首，當南方官員得知崇禎皇帝自害駕崩，對於擁立新君有所爭議時，史可法卻未能當機立斷。当时，史可法收到了张慎言、吕大器、姜曰广等人的文书：“福王朱由崧是神宗的孙子，按辈份、排行应当立为君王，但是他有七大缺点：贪、淫、酗酒、不孝、虐待下属、不读书、干预官吏。潞王朱常淓是神宗的侄儿，贤良而且聪明，应当立他为君。”史可法也认为如此，更加上東林黨人國本之爭時支持泰昌帝，與福王一脈頗有過節。但凤阳总督马士英暗地与阮大铖商议，主张立福王朱由崧，并致书史可法称论伦理、论次序都应当拥立福王。史可法告诉他们朱由崧的七个缺点，但馬士英联合了操江提督诚意伯刘孔昭、鎮將劉澤清、劉良佐、高傑、黃得功等人，发兵护送朱由崧到仪真，史可法不得已，只好前去迎接。
五月初一，朱由崧拜谒孝陵、奉先殿，出居于内守备府。群臣入内朝见，朱由崧羞惭想要躲避。史可法劝他不必躲避，应该正式接受。朝拜结束，商议战守之事。史可法说应该穿上素服驻扎郊外，调发军队北伐，向天下百姓表示必定报仇之意。朱由崧答应。五月初三，朱由崧監國於南京，在诚意伯刘孔昭的干预下，馬士英成為朝中首輔大臣。此后，史可法拜礼部尚书兼东阁大学士，仍掌兵部事，马士英仍督师凤阳。随机，制定京城营建制度，如同北京时期典制，侍卫以及锦衣卫等军队，全部入伍操练。锦衣东、西两司房，以及南、北两镇抚司官，不再设置，以杜绝告密，安定人心。
马士英带兵入朝，将史可法所说的七不可告发给朱由崧，上奏后即离去。史可法于是请求统帅军队，外出镇守淮安、扬州两地。朱由崧称帝后，史可法加太子太保，改兵部尚书、武英殿大学士，马士英也正式进入朝廷。史可法离开后，马士英、刘孔昭等更加肆无忌惮。刘孔昭因为张慎言推举吴甡，在大殿上持刀追杀张慎言。史可法听说此事派骑兵上书劝解，刘孔昭最终卡住不让任用吴甡。史可法祭陵完后，上书说：
|  | 陛下刚登位时，恭恭敬敬地拜见孝陵，哭泣之声足见您心中的悲哀，路上的行人也为之感动。如果您亲自拜见凤、泗二陵，看到满目蒿莱，无鸡鸣狗吠的凄惨景象。想必会更加悲愤。我希望陛下能善始慎终，身居于高大舒适的宫殿时，能想到东北皇陵中先帝魂魄不能安息；享受宫廷的美餐时，能想到东北的皇陵中连麦子稀饭都没摆上一碗；当得到瑞应之图和祥符之时，能想到先帝储才防败，怎么还会忽然遭遇危亡？早朝晏席结束时，能想到先帝一生克俭克勤，怎么最终还是国破家亡？陛下如果办事小心谨慎，任何时候都不懈怠，已故皇上、皇后还有列祖列宗都会在冥冥之中帮助我朝中兴。假如晏乐、偏安于东南一隅，不考虑长远的策略，不辨贤人和奸人，决策不够灵活、明达，使老成的官吏离职而去，英雄豪杰裹足不前，列祖列宗在地下抱怨、担心，天命在不知不觉中他向转移，那么东南一隅也是无法保住的啊！ |

明朝此時處在滿清、闖軍兩方面壓力之下，史可法為首的諸臣，主要採取的策略是「聯虜平寇」。希望能夠借重滿清的力量，首先剿滅流寇李自成勢力，再謀求後續打算。然而南明朝中卻不能同仇敵愾，反而仍舊黨爭不斷，文、武官員之間互相勾心鬥角、爭權奪利。東林黨人與馬士英、阮大鋮之間的矛盾，以及姜曰廣、高弘圖、劉宗周等人的辭官，說明了明朝廷的無法齊心向外，也因此種下弘光朝敗亡的原因。崇祯十七年七月二十八日，多尔衮致书史可法，扬言“联闯平南”，而史可法在给多尔衮回信中只是为弘光朝廷继统的合法进行辩解，没有拿出对付清军的办法。九月，清河道总督杨方兴劝说多尔衮要不惜一切代价夺取江南地区。而此时清廷对南明政权态度也发生转变，多尔衮致书史可法，書信格式有如諭旨。以正统自居，否认弘光朝廷的合法地位，要求南明君臣无条件投降。並說清朝得天下於李闖，並且為明朝報仇，希望南明能感恩戴德，南明的殘餘勢力應該盡早投降清兵，否則即將滅亡。

### 督师江北

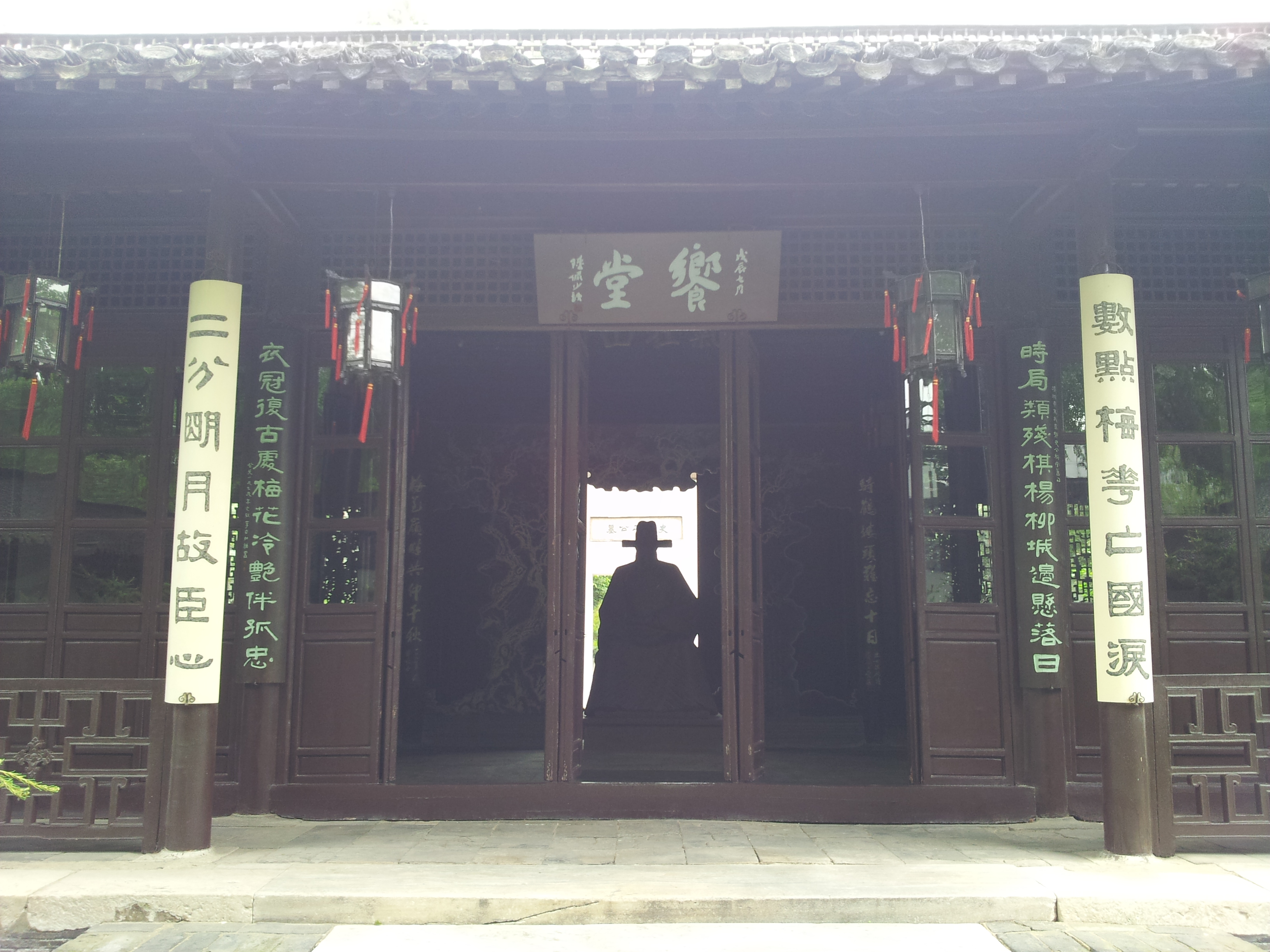
史公祠的飨堂，其两边悬有张尔荩为史可法撰写的对联“数点梅花亡国泪，二分明月故臣心”

史可法失勢之後自請督師江北，前往揚州統籌劉澤清、劉良佐、高杰、黃得功等江北四鎮軍務機宜。当时，黄得功、刘泽清、高杰争着想要驻军扬州。高杰率兵先到扬州边界，一路大肆奸淫掳掠，所经之地尸横遍野。城中开始惧怕，登上女墙守备，高杰攻打了两个月。刘泽清也在淮上大肆掠夺。临淮不接纳刘良佐的军队，也遭到攻击。朝廷命令史可法前往劝解，黄得功、刘良佐、刘泽清都听从命令，于是，到高杰那里去。高杰一向惧怕史可法，听说史可法要来，他连夜掘出近百个土坑埋葬地面上的尸骸。第二天早上来到军营中拜见史可法，汗流浃背。可法却坦诚地接待他，跟他的偏将讲话也用温和的语气，高杰喜出望外，然而从这以后他也有点轻视史可法，开始用自己的优势兵力防护左右，文檄也一定自己过目后才肯传递。史可法简单地把他们的情况上报给朱由崧，又把他的兵力驻守在瓜洲，高杰对此又非常高兴。等他离去后，扬州得以安定下来，史可法于是在扬州开设幕府。
当时，史可法集结队伍渡江北上，随行大约有一千多精锐士兵。计划以此为基础在扬州招募新兵，扩充军队。并请南京城支援发盔甲、倭刀、盾牌、火炮、锣锅、军费。
请求如下。兵仗局发明铜甲叶数百幅。供应机房发驳回杂色缎一百疋，内厂白布发二三千疋，为钉甲表里棉甲等用。兵仗局发旧倭刀三五千把，发皮团牌二千面，发红衣大炮五十位，灭敌炮五十位，铜锅三百口。户部发红铜一万斤为打造锣锅，二三十万两白银为紧急军费。并要扬州府一带银米，允许动用。

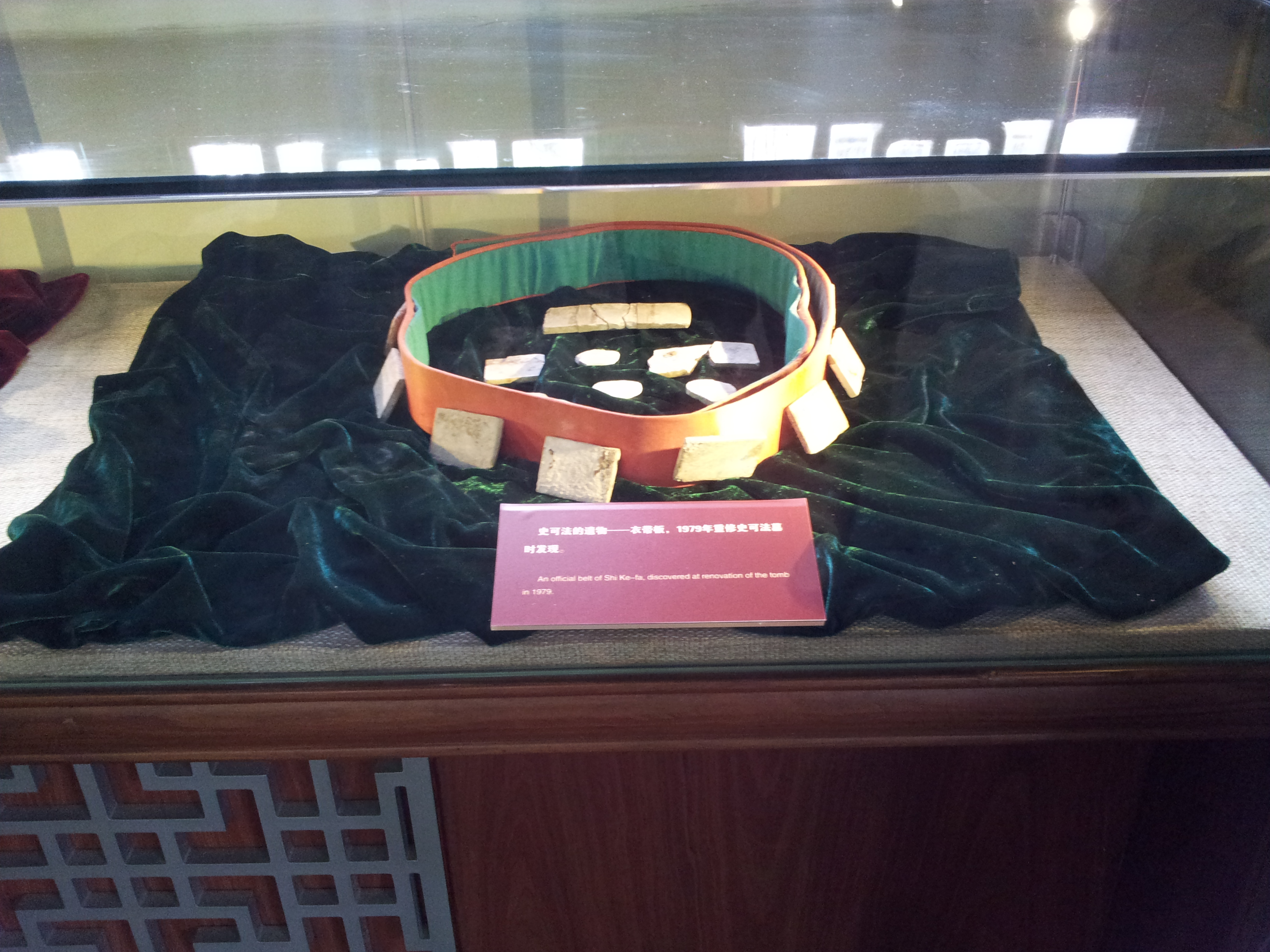
史可法的衣帶板

六月，清军打败李自成，山东等地人民杀死李自成任命的官员，占据城堡自卫。史可法请求朱由崧颁发称监国和称帝时分别颁布的两个诏书，安抚山东、河北军队和百姓的思想。并开设礼贤馆，招收各地有才智的人，让监纪推官应廷吉主管此事。有人献策官府可以租售一些街坊地产给商贾，并让商贾筹集钱粮协助军饷，史可法认为这是人才并采纳了策略。应廷吉负责运行礼贤馆。因为这个部门缺乏资金，所以对人才的要求标准很严格，只有少数人会得到录用。大约有数十人才留在礼贤馆。
八月，史可法外出巡视淮安，检阅刘泽清的兵马。返回扬州，向朝廷请求粮饷，作为进取北方的费用。马士英不肯送发，史可法上疏催促。同时上言说：“近来人才日益减少，入官门路日益混乱，由此慕名之心胜而务实之心少，议论的事情很多但成功的事情很少。现在的局势更和以往不同。一定要专心于讨伐乱贼，报复国仇才行。除却筹兵筹饷不应有什么别的议论，除却治兵治饷没有人才之可言。如有捡拾空虚词句，谋取高官厚禄的人，有罚无赦！”朱由崧对史可法表示鼓励。
当时的军阀有了地盘，在各地私自设立关税，而商贾不敢行走，导致朝廷盐务无法执行，民生困苦。史可法建立扬州幕府，联络江北四镇军阀，尽量平息纷争。幕府又派遣官员，到各大军阀的地盘，监督纪律。再于幕府设立户部，让施凤仪主持扬州盐务，维持食盐市场畅通。同时设立理饷总兵周某，开展米豆贸易补给军队。期间幕府拉拢了一些商贾加入运输贸易，并分享了利润给商贾。
高杰一直请求驻扎在扬州城内，而扬州士绅极力抗议。史可法同意了高杰请求，幕府驻扎于城东侧官邸，而让高杰居住在府城西侧官邸。高杰入城之日，其妻邢氏管理士兵，号令严肃，颇为安定。期间止有一些小争端。邢氏，本是李自成的妻子，与高杰有偷情勾结。李自成发现了这一点，于是高杰带着邢氏，一起逃走了。邢氏本人，美丽而妖艳，且性格严毅，士兵都服从她。
黄得功在仪征城。史可法前往视察黄得功的兵马，在营地全面检阅，大赏三军发放一千两白银。
九月初一，黄得功与高杰交战，靠着史可法的協調才得以和解。
当时，黄蜚队伍自山东登州，率领队伍南下淮扬。黄得功带队三百骑兵，前往迎接，到达邗关外五十里的土桥，没穿盔甲，角巾缓带，饮马蓐食。高杰集结骑兵，埋伏布置在土桥的左右，围攻黄得功队伍。高杰队伍偷袭胜利，俘获三百骑兵的战马，而黄得功则逃走了。同时，高杰派遣一千余士兵，夜袭黄得功的大本营仪徵城。城内黄得功的部队出击，歼灭了这一千人的高营兵。
黄得功和高杰之间关系恶化，于是各自整备兵力，准备大战。史可法幕府出面调解。高杰表示，虽然损失了一千多士兵，但依然愿意和解。史可法抵达仪徵，停舟在吾台庵附近。当时黄得功的母亲去世，史可法前往祭拜，并调停一番，黄得功则表示也愿意和解。
史可法请高杰交还三百匹战马给黄得功。但高杰只愿意交出一百匹马，都是瘦弱不堪的马。当马送到黄得功的营地时，黄得功只收取其中的一半。剩余的五十匹马，史可法挑选其中二十匹马并强行要黄得功收下，而其余三十匹马竟然陆续病死了。史可法发出三千两白银。又要求高杰交出一千两白银，发给黄得功作为丧葬礼金。终于才让双方和解了。
北京原来投降李自成的大臣们此时纷纷南下回朝，可法上书建议说：“原籍在北方的大臣，应该让他们到吏部、兵部听候录用，否则恐怕会使他们南下回朝之心绝灭。”又说：
|  | 北京的祸变，凡属臣子的都有罪愆。在北方的官吏如果都应当跟先帝一道去死，难道在南京的都不是先帝的大臣？即如我史可法不才，在南京主管枢机，马士英沾了国恩担任凤阳总督，都没有能率领东南的全部优势兵力迅速支援北都。镇守大臣刘泽清、高杰因兵力不能支持，倒过来向南方逃跑。如此说来，先应该追究的，是我们这些大臣的罪过。竟然因为圣明的陛下您入继王位，不仅没加诛杀，而且一次次得到恩典。南方的大臣如此，而单单对于在北方的大臣们毫毛不放，一概绳之以法，岂不是闲散小吏，罪责反比南枢、凤督还要重大了吗？我以为应该选择那罪状显著的降官，严加惩治，以示指教。如果大臣未曾接受乱贼的任命，或曾受乱贼刑罚的，可以撇开不加问罪。那些在北方逃避战乱，犹豫多时而后才到朝廷来的，允许他们戴罪入官，讨伐敌人，这些人可以到我领的军队里酌情录用。 |

朝廷经议论听取了他的意见。十月，高杰率领军队北上，史可法到清江浦，派遣官吏在开封屯田，为经略中原地区做准备。各镇兵力划分防守地区。从王家营向北到宿迁一带由史可法亲自负责。同月，清廷致书史可法要求他投降，但史可法回信委婉拒绝。
十一月四日，史可法乘船驻于鹤镇。这天是史可法的悬弧生日。早晨，幕府收到侦察兵的紧急报告。清朝的总兵夏成德从剡城出发，在昨夜就已经进入宿迁境内。
初五日，史可法亲自统帅大军，坐船沿大运河抵达白洋河（今洋河镇），设立大本营旗纛，行誓师典礼。随后命令总兵刘肇基队伍、李栖凤队伍前往宿迁。
初八日，黎明，幕府军坐船抵达宿迁。清军旋即撤离宿迁，并且转头攻打邳州。而邳州城的官吏坚守城市，并向幕府军请求支援。刘肇基队伍、李栖凤队伍继续出战，抵达邳州城外扎营，对峙清军。
前几天，双方都没杀伤战斗。幕府军在城外搜集物资，清军则宣传说：清军是南明的朋友，希望占据城池，一起对抗其它流寇。幕府军依然驻扎城外，与清军相持半个月才解邳州之围。
清军的总兵，夏成德，给北京发战报自称杀伤明军六千多。战后，夏成德队伍继续驻扎在山东省南端，与幕府军对峙在沂水邳州一带。
幕府胜利战报传到南京，马士英首辅既不叙功，也不犒赏。反而是任命内臣高起潜，提督江北兵马粮饷，驻扎扬州府城，监视史可法幕府。
史可法急于筹集军费，传令光复地区要清理屯田，补助军饷。陆逊之，负责开封府一代。应廷吉，负责邳州、宿迁一带。史可法传令，尽可能收集牲畜和米麦。
当时，李自成逃往陕西，史可法请求颁布讨贼诏书，奏章中说：
|  | 自今年三月以来，仇敌还在眼前，朝廷却不加剿灭，过去晋朝建都南京，君臣日思夜想要恢复中原，而仅仅保住江南而已；宋朝南渡后，君臣尽心尽力想保守楚、蜀，而仅仅保住临安而已。这样说来，偏安只能是为恢复而退步，没有志在偏安，就能自立于不败之地的。北京陷落之初，黎民百姓洒泪沾襟，官僚士绅悲愤哀痛，还有报仇雪耻的朝气。现在却是军队骄横，粮饷缺乏，文官安坐，武官嬉闹，顿时成了暮气沉沉。黄河上的防御设施，一切都还没办理，人心不够肃穆，命令不能执行。复仇的军队没有听说开向关、陕，讨贼的诏书至今没传到燕、齐。君父的大仇被置之度外。况且，就是人们能住草篷，吃粗食，卧薪尝胆，聚人才，养精神，枕戈待旦，动用全国的物力，破釜沉舟，决一死战，还怕无法解除国家的危亡哩。就我看朝廷中君臣的战略决策，大臣们的所作所为，很有不对的地方。将领用以克敌制胜的是人心中的勇气；君主用以驾驭将领的是伟大的志向。朝廷中志向不能激励，行伍间的勇气就不能鼓足。夏朝的少康不忘父王失国后从地穴中逃出性命的耻辱，汉光武帝不忘兄长被杀后用柴草焚烧时的心情，所以都能有所成就。我愿陛下像少康、光武那样，不希望身边的大臣仅仅把晋元帝、宋高宗那样的说法进呈给您。 先皇帝死于乱贼手下，恭皇帝也死于乱贼手下，这是千古不曾有过的哀痛。当时在北边的大臣忠节死难的不多；在南方的大臣讨伐贼寇的又少，这真是千古不曾有过的耻辱啊！平民百姓的家里，父母兄弟被人杀了，还想抛颅头、洒热血，杀了敌人方才甘心。对于朝廷来说，难道就这样置之于脑后了吗？我请求陛下迅速发布讨贼的诏书，授权我和各镇军官都挑选精锐的部队，一直打向秦、关，并请悬上等的爵位用以封赏有功的大臣，给各位将领便宜行事的权力用以敦取成功。对天下发布的诏书，应当痛切淋漓，以便使海内的忠臣义士，听读之后感动、发愤。 国家在遭了这次祸变后，陛下才接着登上皇帝的宝位，所以与以前不同。大臣们只有该诛杀的罪过，没有什么值得登录的功劳。现在皇上您恩外又加恩典，使得武将腰缠宝玉，重臣滥饮如泥。今后应该慎重一些，务必把爵位、俸禄加封给实有功劳的人，以便使猛将武夫有所激励。另外军队在外，最怕的是没有粮草，搜括百姓既不能行，劝人捐助也很难维持。我请陛下把不紧要的工程，可以不花的费用，白日黑夜的晏乐，左右大臣的进贡，这一切都宣布停罢了吧。即使事关国家的典礼，也应该一概考虑节省。因为贼寇一日不灭亡，就是有幽静的宫殿，储秀的香阁，锦绣的衣服，美味的珍馐，陛下您能心安理得地享用吗？所以一定得时时刻刻以报仇为念，振奋举朝文武的精神，集聚四面八方的物力，一齐集中在选将练兵这件事上，以期人心鼓舞，众志成城，老天爷的心会重新向着我大明王朝。 |

史可法每次写好奏章，必定一遍又一遍地朗读，自己声泪俱下，身边的人听了也感动得流下眼泪。
十二月，冬季。高杰率领大军，抵达徐州。当地有盗匪程肖宇，带队归附高杰军。他们订立契约，歃血为盟，交换礼物。然而过了十天，高杰在酒宴上杀死程肖宇及其亲信，吞并盗匪队伍。高杰大军沿着黄河，继续西进，抵达永城市。当地有一个乡绅富豪，献上数千两白银。而高杰表面一起结盟，但很快趁机杀了乡绅，吞并富豪财产。
高杰队伍北伐时，史可法很高兴，但又得知后续事情。于是派遣幕府官监纪通判张鑻，前往河南招抚土匪一把沙刘洪启、李际遇、杨四等，特意吩咐避开高杰队伍。
此时，北伐军一路光复中原各地，有归德、开封、河南洛阳三府。南京朝廷对此任命文武官吏。张缙彦在河南省北侧，以总督兼巡抚三府，管辖各地驻军武将，王之纲、许定国、李际遇。越其杰，在河南省南侧，巡抚汝宁、南阳、黄州三府，管辖各地驻军武将，刘洪起、黄鼎、毛显文。袁枢为其部下。凌駉，巡按河南，兼督各镇，兼理河北、山东招抚。陈潜夫为其部下。
高杰到达睢州后，为河南总兵许定国所杀。高杰死后，其部大乱，而黄得功又想借机吞并高部。
正月十八日，史可法得知此事，穿戴盔甲，率幕府军出发前往徐州城。此时各将领之间互相争夺权力，都想要更多的地盘兵力。
二十二日，各将领争到几乎互相开战，几至兵刃见血。史可法出面处置，与众多将领商讨一夜，到次日天亮得出善后方案。高杰的嫡甥李本深，担任扬州提督。高杰嫡弟高某为副将。胡茂桢继续为先锋总兵，李成栋继续为徐州总兵。其余将领都各自有分配地盘和兵力。高杰的儿子高元爵，作为世子继承伯爵，继续做贵族。史可法与众将结盟，原高杰部将都表示愿意继续效忠于明朝。
春季元旦之后，天气异常恶劣，有大风吹拔树木，积雪深厚数尺至人的腰部。从冬季到春季，天气持续阴冷，没有出现晴朗的迹象。飘雪和雨水洒落不断，竟然违反了日历节气。白洋河的河床已经干涸，堆积白雪杂木，像是织就了一幅美丽的锦缎。运河无法使用，因此粮饷运输困难，黄河前线的粮饷短缺。幕府军在当地采集蔬菜茶叶，勉强度日。
寒风强劲，黄河一带军情严峻。幕府军秦士奇带队在黄河以南沿岸筑墩，放置火炮，岸墩数量极多且质量完备。多年以后，岸墩的地基依然完好。清朝调集各地军队，从山东省、北直隶抽调八旗军，在黄河沿岸对峙幕府军。
二月，高杰死讯传遍各地，黄得功带领军队，抵达扬州城下，威胁当地高营家眷。扬州城幕府军开始防守。初九，史可法得知消息，集结幕府军大队，班师前往扬州。并吩咐徐州李成栋等队伍，继续防御黄河。幕府黄日芳队伍，则作为黄河守军，驻守宿迁、邳州一带，随时支援前线。
当时有山东人，阎尔梅，抵达史可法军前，请求幕府军放弃扬州，转入山东、河南的各省交界处，在这一带流动游走。而史可法拒绝了这个请求，因为幕府军士兵大多源自扬州，家庭财产大多在扬州。史可法又表示，如果阎尔梅在北方能召唤义军，可以到黄河一带，与幕府军汇合。
十五日，史可法抵达大运河邵伯镇，减免了高杰曾经设立的关税，扬州商民都很高兴并赞美史可法。并传令，扬州府同知曲从直、幕府中军马应魁，直入黄得功营地质问。黄得功想要分配得到更多的地盘，他要求得到兴化、泰州、通州，包括地盘和盐务权力，但是高营将领并不答应，双方各自准备大战。幕府军支持高营军队。一直到皇帝出面，发出圣旨，由大太监卢九德手持圣旨直达军营，表态皇帝谴责黄得功，于是黄得功才撤走。
三月间。高杰死后，麾下军队分裂成数个派系，其中亲丁队伍大约有三千多士兵，此时都拥护邢氏和世子。
当时民间舆论，认为是高杰身死，其妻子软弱无力，无法统辖各派系，才导致这次兵变。流传：谁唤番山鹞子来，闯仔不和谐。平地起刀兵，夫人来压寨邢夫人也；亏杀老媒婆史公也，走江又走淮。俺皇爷醉，烧酒全不采。邢氏希望将儿子，过继给史可法作为义子，互相结盟。幕府内部讨论，担心大太监高起潜的态度。因为高起潜属于江北提督，皇帝亲信，专门监视扬州幕府，影响举足轻重。有幕僚建议，可以让邢氏母子拜高起潜为义父。邢氏设宴，母子拜高起潜为义父，而高起潜同意了。高起潜设宴邀请史可法，又表示让邢氏母子拜史可法为义父，这时史可法勉强同意。
邢氏母子和三千多士兵，都表示愿意跟随史可法。南京朝廷得知此事，于是发出新任命，以原翰林院编修，卫胤文，总督淮扬军事，专门管辖高家军队。而高家将士对此不满，卫胤文抵达扬州就任督抚，高家军没一人迎接他。此时的扬州，竟然有三个督府，分别是卫胤文、高起潜、史可法。幕府内部讨论，认为南京朝廷在分权，这是忌惮且不信任史可法。无奈之下，史可法只好离开扬州，转而驻扎泗州。
此时，清朝豫亲王多铎，率领大军从陕西省出发，过虎牢关，入河南省，占领洛阳府、开封府、归德府。并在境内招降纳叛，扩充兵力，整顿队伍，储备物资。徐州一带的高营军李本深等队伍，崩溃逃跑。清朝又抽调八旗军，合计派遣八名参将队伍，前往济宁一带驻守。从此南下进攻邳州、宿迁。当地的幕府军防守严密，并传信至史可法。黄河报警，史可法发奏疏请求弘光皇帝亲自下圣旨，调集江北四镇联合，进入黄河战场防御，并多发钱粮犒赏，但是不了了之。
四月初一，史可法传令参将刘恒祚、游击孙桓、都司钱鼎新、于光等船队，集结出发先与黄河守军的队长黃日芳（字蠡源）在淮安城清江浦会合，然后渡过洪泽湖，向泗州进发。
初二，幕府考核提拔礼贤馆的诸生。应廷吉进行选拔试验，嘉禾归昭、昆山孙元凯等人，被授予甲等或乙等官职，还有唐大章、唐妍、张大武、陆燧等人被任命为通判、推官、知县等官职。大约二十多人被提拔，之后有十九人在扬州与史可法殉国。这天，弘光帝发诏书给史可法，要求幕府军调集兵力到长江上游，抵御左良玉。
弘光元年（1645年）四月，左良玉率數十萬兵力，由武昌舉兵東下，要清君側、「除馬阮」。
初五，清朝豫亲王多铎，在归德府集结大军，沿汴水顺流而下，往东南进攻泗州。
南京朝廷举行议论，一些大臣请求加强江北防御，因为清军似乎看起来更强大。内阁首辅马士英站在皇帝身边，大骂这群大臣，说：“你们这群东林党人，借口防守江北，实际上是在纵容叛逆左良玉进犯！如果清军到来，朝廷可以考虑谈判，但如果“左逆”到来，那么我和皇帝就会死定了！”弘光皇帝表态，支持马士英。
当时，史可法移军驻泗州，保护明朝祖陵。馬士英竟詘史可法盡撤江防之兵以防左良玉，史可法只得兼程入援，抵燕子磯，以致淮防空虛。
史可法带队亲兵前往长江，并把令箭授予应廷吉，便宜行事。应廷吉率领其余队伍前往泗州。刘泽清要求取军器、火药、饷银等物。应廷吉拒绝了，并说“我们是朝廷任命的官员，是皇帝授权史可法组建的幕府，不是被藩镇委派的。藩镇的令箭，为何传到我这里！这些军器、钱粮，是受命于阁臣史可法去泗州的。我将亲自去见藩台刘泽清，面议是否交付。”应廷吉带队在高邮城，汇合李成栋，就地扎营，既是防备刘泽清，也是相机行事。
初十，史可法带兵到达南京城外草鞋峡，才得知黄得功队伍已经击退了左良玉。弘光皇帝发圣旨，清军开始南下，要求史可法速速回去扬州料理，不必进入南京。旋即皇帝又下诏书，史可法速奔赴泗州城驻守。史可法请求进入南京朝拜面见皇帝，讨论军机并请求南京派兵协防扬州，而皇帝拒绝见面。然后史可法登上燕子矶，面向南京拜了八次，悲痛地哭泣后离开了。
时奉诏剿左兵，作诗燕子矶口占：来家不面母，咫尺犹千里，矶头洒清泪，滴滴沉江底。
幕府队伍驻扎在高邮城时，接到传令：左良玉威胁南京，幕府队伍河一应军器、钱粮至南京城外浦口港。午刻又接到令箭，上面说：清军正在南下，幕府队伍驻守扬州听从调遣。晡后，又接到令箭，上面说：盱眙城紧急求援，幕府队伍可以准备前往天长城驻守。应廷吉对诸将说：这些命令显然很混乱。岂有一日三次调遣军队和粮饷？频繁的紧急情况令人惊急。扬州城必定有内部变故，南京朝廷制造了太多的干扰。应廷吉继续带队驻扎在高邮城。
左良玉為黃得功所敗，及後左良玉嘔血身亡，全軍降清；史可法奉命北返，此時盱眙降清，泗州城陷。史可法遂至揚州，繼續抗清，期間又向南明朝廷上疏請求加緊佈防長江，但沒有獲得回應。

### 揚州殉國

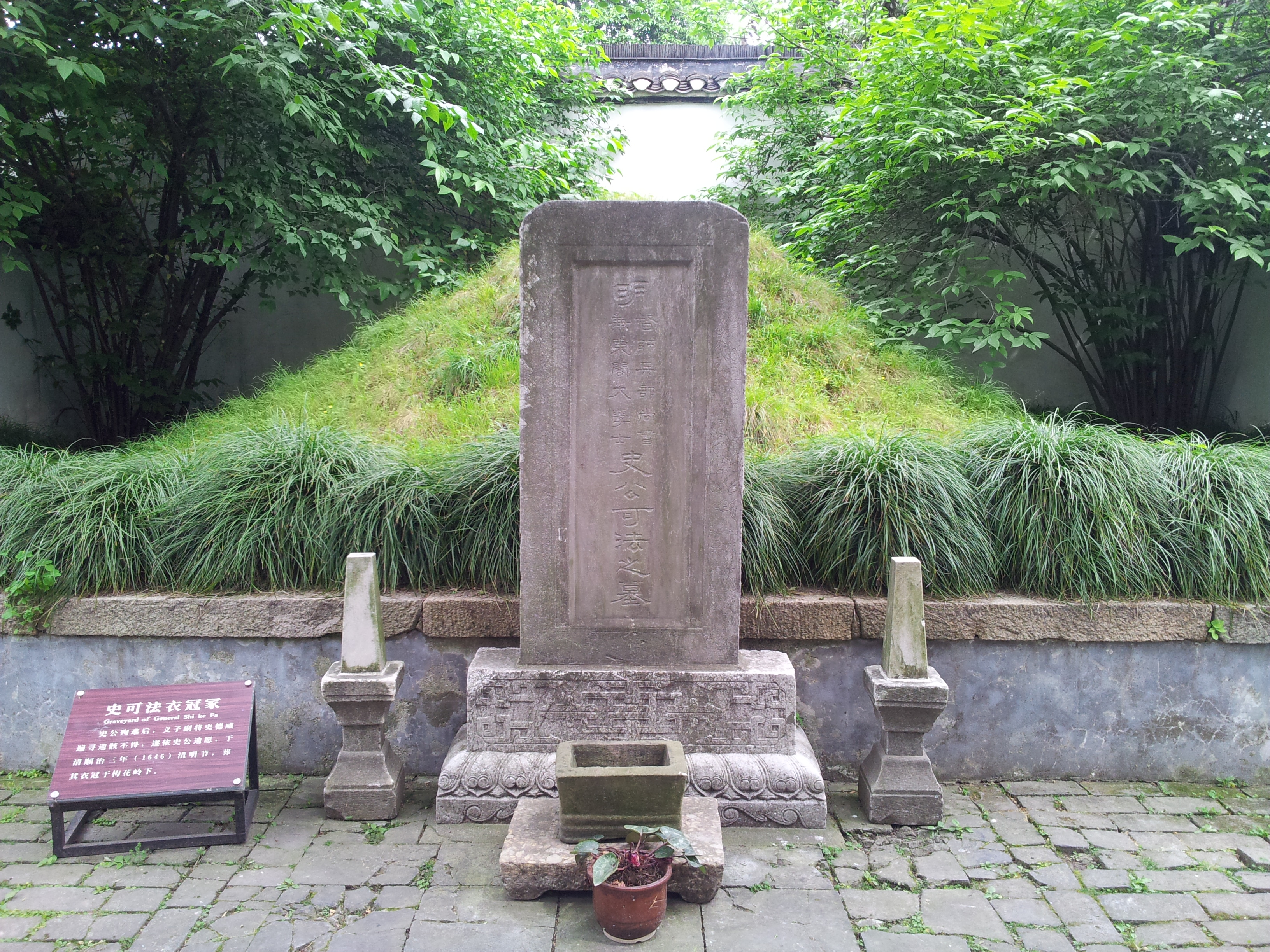
位於扬州梅花嶺的史可法衣冠冢

十三日，清军先锋队伍，总兵阿山、率蒙古总兵马喇希、富喇克塔、及将士前夺泗州的淮河桥。守军侯方岩的队伍，惨败，焚烧桥梁后撤走。清军在泗州集结大队，坐船渡过淮河南下。抵达盱眙城下，守军投降归顺清朝。
此时，史可法昼夜急行而不顾风雨，奔入天长城，并发檄文召集诸将前去援救盱眙。突然传来盱眙城已经投降的消息。而泗州城侯方岩的队伍惨败，泗州沦陷。史可法冒着风雨，踩踏泥泞，一昼夜奔赴抵达扬州，坐镇幕府指挥事务。當時史可法手下僅僅有標營三千人，他嘗試上書向弘光朝廷驰檄请援，但不獲回應。
十四日，此时，扬州城中传言，许定国和清军已经到达扬州，意欲彻底消灭高杰家族残存军队以斩断仇怨。凌晨，高家军的邢氏带队奔向泰州，携带了大量的牲畜、舟楫。高家军大约止有数百士兵留守扬州城内，队长为都司程秀夫。史可法传信联络幕府军各队伍。并写下血书奏疏，发往南京兵部求援。
十五日，幕府黄日芳的黄河守军，沿着大运河而下汇合应廷吉队伍。正好看到北方的艅艎挂帆在江上，蜂拥而来。询问得知，这是刘泽清率领的勤王军队。应廷吉带队驻扎在高邮湖，警戒刘泽清军阀。当日有清军使者抵达高邮城一带，招降南明军队。
十六日，幕府得到情报，南下清军更多且更密集。黄日芳发檄文，召集川籍将领胡尚友、韩尚谅，各带队扎营茱萸湾。应廷吉带领幕府军汇合，驻扎在瓦窖铺，以形成防守的犄角之势。这天，刘泽清的军队撤回淮安城。
十七日，清朝豫亲王多铎，率领大军抵达扬州城外二十里。派先锋队伍，宗室韩岱、梅勒章京伊尔德、护军统领阿济格尼堪、署护军统领杜尔德等，先抵达扬州城以北扎营，沿途在大运河收集舟船一百余。派右翼队伍，署护军统领顾纳代、伊尔都齐、费扬古、吴喇禅、梅勒章京阿哈尼堪、署梅勒章京格霸库等，先抵达扬州城以南扎营，沿途在大运河收集舟船二百余。
此时的幕府军，应廷吉队伍在扬州城外，扎营在瓦窖铺，何刚率领忠贯营抵达此地汇合。到中午，清军先锋快速突袭，攻击此地幕府军。而应廷吉、何刚队伍以火枪和馬兵反击，驱逐了这批清军，斬首十七級。随后，又有一批清军乘船攻击邵伯镇，幕府军胡尚友、韩尚谅队伍迎战，也击退了这批清军。恰逢南风大作，应廷吉、何刚船队乘风抵达邵伯湖，在卢家嘴地方驻扎。史可法傳檄諸鎮發兵援救，劉澤清逃，北遁淮安。僅劉肇基等少數兵至，防守見絀；史可法再寫血書一封向弘光朝廷請援，仍然未獲回覆。
十八日，清军兵临城下。清朝豫亲王多铎，率领大军抵达扬州城下，派兵列阵，炫耀武力，威逼迫降，发招降书。
幕府军各队伍入扬州城，严密防守。午刻，黄日芳、秦士奇队伍驻扎在邵伯镇，保护城外大运河。黄铉队伍负责转运内外粮食。孙芝秀、应廷吉带领队伍，驻扎在邵伯镇，也专门负责转运粮食。胡尚友、韩尚谅队伍负责护卫。史可法幕府为了准备扬州守卫战，先后筹集了饷银二三十万，兵器火药一二十万，诸多粮米，储存在大运河畔邵伯镇，由船队陆续补给扬州城守军。
郊外的居民害怕战乱，于是互相扶携要入城。无法入城者，则跪地长长地哭号，哀声震撼大地。史可法下令开放城门，让平民入城。且组织义勇守城，队长为戴之蕃、张有德。又组织医生救助，队长为医士陈天拔。
十九日，史可法传令，何刚、刘肇基队伍入驻扬州城内。刘肇基这天刚到，就建议若清军尚未集结，可以背城一战突击清军。但此时清军大队已经抵达城外，史可法回应：不可轻率出击，保持守军士气，坚守等待机会。史可法传信至南京，朝廷中央军有水陆队伍十八万士兵，都在江边观望扬州胜败。
此时，事态危险，命运飘摇。史可法，召唤史得威，二人相持哭泣。史得威表示要与史可法同生共死，但史可法却劝说：「我为明朝死去，你应该活着帮助我家人。我母亲年事已高，而我没有子女，你要为我继承家业照顾母亲。我不负明朝，你也不要负我！」
史得威回答说：「得威不敢辜负相国（史可法），但得威出生于江南的世家豪族，没本家父母的同意，且和相国并非同宗，怎敢做相国的继承人？」
当时刘肇基在旁边哭泣地说：「相国不能顾及自己的亲人，而你不听从相国的遗言，这是对相国的辜负。」史得威听此，跪拜而接受遗令。
史可法随后写下几封遗书，分别给弘光皇帝、清朝豫王多铎、太夫人、夫人、伯叔父以及兄若弟。当函封完成后，都交给了史得威，又嘱托说：「我死后，请你将我葬在太祖高皇帝附近，如果不行，那就在梅花岭。」
然后又拿起笔写下一段话：「可法受了先帝的恩德，不能报仇雪耻；受了今上皇帝的恩德，不能保护疆土；受了慈母的恩典，不能尽孝养之责。只可惜遭逢时机未到，志愿未达。用战死来报答国家，是官员职责。唯一遗憾是不能在地下与先帝相会。」这最后一封信，交给了史得威。
十九日，史可法於揚州西門樓寫下四道遺書給他的家人，在他死後，希望夫人和他一起以身殉國，願歸葬鐘山明太祖孝陵之側。
此時多爾袞勸降，命文膽李雯寫下《致史相國書》勸降，史可法致《復多爾袞書》（可能是侯方域捉刀）拒降。副將史德威隨可法有年，可法納德威為義子，託以後事。
二十日，清军暂时驻扎在斑竹园，砍伐树木，打造云梯，等待红衣大炮。扬州城有一名勇士，名曰押住，单骑劫营偷袭清军，勇士夺得一匹马和斩获一级头颅，成功返回扬州城。史可法赏赐勇士一袭蟒纱和一百两白银，勇士为投靠明朝的夷丁。《乙酉揚州城守紀略》：「部將押佳者，本降夷也，匹馬劫大兵營，奪一馬，斬一首而還。公賞以白金百兩。」</ref>
二十一日，甘肃镇李栖凤、高岐凤队伍四千人至扬州。幕府军的，梁以樟、应廷吉、张鑻、施凤仪和礼贤馆诸生队伍，俱入扬州城守卫。当时有人提议放弃扬州城，转移到城外二十里远的山林扎营，而史可法下令坚守扬州城市。另有礼贤馆谋士献策，在淮安城的高堰决堤，用黄河水加淮河水一起灌入扬州府，水灌清兵。史可法以民为贵，社稷次之，伤敌少，而淮扬先为鱼鳖矣，不许。
二十二日，多铎驻扎城外，传令归降清朝的曾经明朝官兵，到扬州城外劝降幕府军。有使者对史可法说：“公忠诚闻于华夏，却没得到朝廷的信任，那么死去又有何益呢？”守军射箭驱逐使者。随后，又有数名使者招降，史可法派兵逮捕使者，投入护城河淹死。甘肃镇要带着史可法投降清朝，史可法拒绝了。甘肃镇无战心，自行离开。胡尚友、韩尚谅队伍也离开了扬州城。他们都在凌晨期间离开扬州城。史可法得知他们并无守城意志，反而会扰乱幕府，于是放走了。
二十三日，当时扬州城外东侧，大运河畔邵伯镇，储存有饷银二十万，兵器火药十万，诸多粮米。史可法传令，应廷吉负责管理这些粮饷，陆续转运至扬州城内，补给守军。史可法又说，自己精疲力竭，心情烦乱。应廷吉可以便宜行事。当事情完成之后，再行汇报。
二十四日，清军的红衣大炮运输队，抵达扬州城外。清军试射红衣大炮，弹丸击中扬州城官府，一颗重量十斤四两。红衣大炮射击从早晨一直到夜晚，扬州城墙损毁严重，堞堕无法修复，守军以大袋沉泥填补。有清军小队伍趁夜偷袭城墙，而幕府军击退了这些清兵。清军攻城不利，且每日消耗物资巨大，于是多铎举行军议，商讨是否继续围攻。而孔有德和许定国，则说：“扬州无援军，再围攻几天，就可以攻陷。”
二十五日，早晨，八旗军大队集结。黄旗总兵宗室拜尹图（拜音图）、公爵图赖。蓝旗总兵阿山、费扬古、富喇克塔、杜尔德。白旗总兵宗室韩岱，兼任兵部尚书。红旗总兵阿济格尼堪、伊尔都齐（伊勒都齐）、吴喇禅、马喇希。合计总兵十一名，包括皇室宗亲二位，兵部尚书一位。估计八旗军有数万。
扬州守军内，有幕府军四名大将，刘肇基总兵，何刚总兵。中军马应魁，标营史德威。其余普通的副将大约二十名。一名大将统辖士兵大约二三千，合计幕府士兵估计一万。再加上义勇民兵，守军估计大约二万。
豫亲王多铎传令全军出击，强攻扬州城。先以红衣大炮，集中轰击城墙西北侧，炸至崩塌，而塌陷形成缓坡。八旗军使用云梯冲锋，攀登缓坡缺口，与幕府军肉搏战斗。史可法登上城墙督战，且祭拜上天鼓舞士气，幕府军用大炮反击。八旗军死伤上千。双方火炮轰炸，崩声如雷，犹不退。城墙上下惨死无数，双方尸体堆积如山，而八旗军士兵双脚踩踏尸体继续冲锋，攻占了城墙。
扬州城陷入巷战。史可法眼见破城，持刀要自杀。参将许谨，阻止了史可法，而血溅许谨衣服。史可法没死去，便命令史得威亲自杀他，但史得威拒绝了。许谨和史得威等亲兵一起，簇拥着史可法下城，一路巷战突围到了小东门。此时副将庄子固、参将张友福、许谨，和龚士杰的二十七名骑兵，都已经身上被箭矢射中战死，只剩下史得威随从。很快又遭遇了一批八旗兵。史可法大呼曰：「我史督師也！」被俘。这队八旗兵很惊喜，扣押史可法到城上钟鼓楼，见豫王多铎。
豫王多铎说：“之前多次传信请你投降，没回应。守城至今，忠义已经彰显。请先生为清朝招降收拾江南，清朝会给予先生高官厚禄。”史可法回答：“我是大明天朝的重臣，怎能苟且偷生，得罪万世！我愿速死，去和先帝一起在地下。”
多铎再三劝说，但史可法坚决求死。于是多铎说：“既然你是忠臣，就要杀你以全你的名节。”史可法说：“城已经失守，我死无悔恨，但清军已经攻陷扬州城，请宽待民众。因守城而死者，只有我死就足够了，勿杀扬州人。”
多铎没答应，只是下令斩杀史可法。而八旗军愤恨史可法的抵抗，于是肢解分裂了史可法的尸体，死无全尸。史得威被逮捕，而他大声喊：“我乃史可法的儿子！”多铎下令由许定国关押此人。
幕府士兵义勇在大街小巷继续抵抗。清军多铎，传令屠城扬州，稱「揚州十日」。
当天，幕府有一些队伍撤退到邵伯镇。应廷吉则带队撤退到赤岸湖埜人湾，继续等待各队伍汇合。
二十六日，忠贯营许大成，带队撤退到邵伯湖北端的三沟闸，掘开河堤，淹没道路，阻挡清军。许大成带队坐船到东边沿海的富安场。
二十九日，扬州城彻底沦陷，前后五天巷战死者众多。还幸存的幕府队伍陆续撤到郊野，聚集在邵伯湖。清兵此时开始攻击邵伯湖。幕府军最终各自离开了。李成栋队伍驻扎在高邮城，已经归顺清朝，但没攻击幕府军，而是让幕府军各自离开。

#### 双方伤亡

##### 扬州殉国者
都抚卫允文沉水自杀。忠贯营何刚、吴尔埙，投井自尽。知府任民育，在官府自杀，全家投井自尽。兵部右侍郎张伯鲸，战死。同知曲从直及其儿子，战死在东门。督修重城同知王缵爵、运使扬振兴，被杀。知县周志畏、罗伏龙，以及他们家人都被杀。两淮运使杨振熙，监饷知县吴道正，县丞王志端，训导李自明，都战死。南门施诚庵，在钞关门中箭死。礼贤馆的幕客，有十九名死于扬州。卢渭，死于钞关河。归昭，死于西门。顾起龙、龚之厚、陆晓、唐经世和另外十三人。
都督刘肇基，分守北门，先在城上发射火炮，又率亲兵四百人巷战，全军战死。副将乙邦才，自杀。副将马应魁，披白甲，书「尽忠报国」四字于背，巷战死。副将庄子固，先率七百士兵入扬州城防守，又与参将许谨一起巷战，中箭死。又有副将楼挺、江云龙、李豫、王思诚（字一诚）、参将陶国祚（字匡明）、冯国用、陈光玉、李隆、徐纯仁。游击李大忠、孙开忠。都司姚怀龙、解学曾。十三人，俱巷战死。
高家军，都司程秀夫。
扬州的士民死者众多，其中包括儒生高孝缵，在学宫遗诗后自杀；王士琇设庄烈帝位，哭泣祭拜，与弟自缢死；王缵、王绩、王续昆季三人，沉水死。武生戴之蕃、义勇张有德、医士陈天拔、画士陆榆、市民冯应昌、舟子刘某，都战死扬州。又有史可法的家人史书者，一起死去。

##### 八旗军伤亡
二十五日总进攻当天，八旗军伤亡很多，估计上千。包括有四名军官阵亡，滿州正白旗的岱纳，漢軍正黄旗的參領騎都衛祖应元，漢軍正黄旗的署任參領李向舜，漢軍正黄旗的驍騎校參領金应得。

### 扬州战后
五月初五日，清军多铎集结队伍南下，抵达长江北岸。
当时，高家军邢氏母子率三千亲兵奔赴泰州，瓜洲营地的高家军则渡江南下，以舟船载辎重、妇女南向。长江水师的总兵，郑鸿逵，发炮射击高家军，郑家水师出战并掠夺一千匹马、二百余艘船。高家军在瓜洲又遇上清军先锋，于是大多投降归顺了清朝。
清军进入瓜洲港口，并搜集舟船准备渡江。
南京朝廷的兵部尚书，阮大铖，虚报胜利的消息，宣传郑家水师打出了大捷胜利。还率领百官表贺，愚弄南京百姓的耳目。有人在南京朝廷驻地的东、西长安街口门柱贴上对联：福人沈醉未醒，全凭马上胡诌；幕府凯歌已休，犹听院中曲变。这对联讽刺着朝廷命运，已经陷入了虚假和混乱之中。五月初八，多铎率清军大队入驻瓜洲。清军对房屋拆除，将门扇、栅栏、竹椅和木桌，捆绑结为一个大木牌，上面点燃灯烛，放到长江漂流。且清军大量施放火炮，混杂炮声和木牌，构成混乱的攻击氛围。南明军的长江水师，释放枪炮，全力攻击这些木牌。
与此同时，清军多铎派遣先锋八旗军，坐船从运河出发，先抵达距离瓜洲以西十五里，再趁黑暗大雾下潜行至南岸。
先锋船队集结在坎坛桥，以数十人乘轻快小船飞渡，跨越最狭窄的一段水面，此地没南明军阻击。黎明天亮后，八旗军在江南登上高山，设立营帐，击鼓吹螺，虚张声势。
初九日，长江的南明水军，很快各自崩溃了。镇海将军郑鸿逵，率领水师逃往东海。其余各队水师相继逃跑。南岸的镇江城守军步兵也崩溃逃跑了，镇江城内外沦陷。清军多铎再次传令，清军大队分批次陆续坐船，渡江抵达南岸。深夜，弘光皇帝逃跑前往寻找黄得功军营，逆江而上向西。马士英很快也逃跑了。
初十日。百官上朝，才发现皇帝和首辅马士英，都已经逃跑了，皇宫太监也在各自收拾财物逃跑。在此前的四月中旬，扬州幕府多次向朝廷报警，马士英只是坐观成败，朝廷也并没调动中央军。直到四月二十九日，幕府军突围队伍将消息传到南京。而朝廷一直认为长江是坚不可摧的天然屏障，因此仍然在进行官员的提拔和赏赐。当事情发展到兵临城下，城守却毫无准备，城内一下子陷入混乱，很多人都对这种局面感到深深的愤怒和遗憾。
暴乱的民众汹汹聚集，涌入皇宫和各大臣的府邸，四处掠夺。贵族高官府邸的财物，金银、绢布、粮食、豆类、服饰、器物、书画等宝贵物品全部被劫掠一空。在皇宫之中，民众居然拥立了一名领袖做皇帝。
十五日，清军豫王多铎抵达城外，就地扎营。贵族赵之龙，率文武大臣迎接跪拜，趴在地上不敢动。多铎赏赐饮食给他，代表接受了他归顺。赵之龙依然跪在地上饮食。多铎让归顺的官员拿出花名册，一个个点名其他南京官员，若是某官员不在迎接，则派兵传召这官员投降归顺大清。
随后，清军入驻南京。豫王多铎一路招降纳叛，前后招降大小总兵二十三员，副将四十七员，参将游击共八十六员，马步兵共二十三万。包括大量的长江水师操江军，江南都城京营，都投降归顺了清朝。
弘光皇帝逃入太平府芜湖城，汇合了黄得功。清军多铎亦派出先锋，追击弘光皇帝。二十二日，黄得功军营得知消息，军心涣散动摇，有士兵逃跑外出抢劫居民。清军抵达芜湖，先进攻江边港口。此时黄得功军营散乱，仓促迎战之下，黄得功被箭矢射死，军阀兵惨败，许多士兵跳江游泳逃亡。黄得功原本的部将，总兵田雄、马得功，捆绑了福王及其妃子，并率领十个总兵的队伍，投降归顺了清朝，同时给清军献上了金银、缎帛、宝玉、貂皮等珍贵物品。
至此，清朝豫亲王多铎，大获全胜，扫灭弘光朝一切军事重镇，抓获皇帝。
史可法死后十二日，遗体不知下落。順治三年（1646年）史德威将其衣冠葬于扬州城天甯门外梅花岭。史可法死后，各地有许多号称是史可法的抗清军队，所以当时有史可法未死的说法。後來全祖望曾寫《梅花嶺記》描述此事。

## 評價

### 正面評價
《欽定勝朝殉節諸臣錄》：“節秉清剛，心存幹濟，危顛難救，正直不回。”
《明史》：“史可法悯国步多艰，忠义奋发，提兵江浒，以当南北之冲，四镇棋布，联络声援，力图兴复。然而天方降割，权臣掣肘于内，悍将跋扈于外，遂致兵顿饷竭，疆圉曰蹙，孤城不保，志决身歼，亦可悲矣！高弘图、姜曰广皆蕴忠谋，协心戮力，而扼于权奸，不安其位。盖明祚倾移，固非区区一二人之所能挽也。”
温睿临：“南渡之初，所恃者，史阁部一人而已。其余安守故常，不达时务，自谓清流。而小人鸱张满朝，相与排诋，树寇门庭；强臣悍将，因之拥兵安坐，遥制朝命。阁部奔走抚辑，内攘不给，何暇计疆场以外乎！迨夫左镇称兵，藩篱尽撤，王师长驱而入，所向投戈；烽镝未及乎国门，君相已弃其社稷而遯.此即睢阳坚御，何补败亡；况乎以一隅当百万之众哉！揽后之应廷吉论，亦足以明天命之不祚矣。虽有忠贞，岂能回天？悲夫！余所以读阁部之疏而惨乎有余恸焉尔。”
郭沫若：“骑鹤楼头，难忘十日；梅花岭畔，共仰千秋。”
前中共中央总书记江泽民对史可法十分钦佩。在扬州中学求学期间家乡被日本侵略军占领，他常去梅花岭明代爱国名将史可法墓凭吊，吟诵史公祠的楹联“数点梅花亡国泪，二分明月故臣心”，抒发悲愤心情。亦曾多次用史可法借喻中国烈士，2011年4月，为纪念其叔父江上青诞辰100周年，江泽民写下《满江红·江上青百年诞辰祭》，词中写道：“史岭红梅花沥血，芦沟晓月天飞鹤。”

### 負面評價
夏完淳：“史道鄰清操有餘而才變不足。”、“用兵將略非道鄰所長。”
鄭廉：“為人廉謹無大略，特治世之良臣，遇變則信國、疊山儔耳。其于駕馭籠絡，應機濟變，非其所長。”
孫靜庵：“史公好賢而不能擇，用人而不能任，外無良將，內無智士，是豈撥亂才耶？”
顾诚等近代学者批评史可法在軍事战略、战术上昏聵無能、誤國誤民。以史氏为首的弘光朝廷文臣还幻想联合清军剿灭农民军（联虏平寇），为清军长驱直入大开方便之门。其后清軍兵分三路，揮師南下時，史可法竟朝令夕改，可謂進退失據、戰守皆廢。經營一年有餘的揚州城，只一天时间便被清军攻破。
2017年8月底，台灣發生國文課綱所規範的文言文與白話文比例之爭。為此，台中一中的導師許全義投書媒體，引用《左忠毅公逸事》裡面：“崇禎末，流賊張獻忠出沒蘄、黃、潛、桐間，史公以鳳廬道奉檄守禦，每有警，輒數月不就寢，使將士更休，而自坐幄幕外，擇健卒十人，令二人蹲踞，而背倚之，漏鼓移，則番代。”的一段話，認為睡覺是生命所必需的。睡眠不足的人在接觸新工作時會表現很差，同時在處理新資訊時也會很沒效率。直言難怪史可法會在戰場上失利。更痛批史可法“而自坐幄幕外，擇健卒十人，令二人蹲踞，而背倚之，漏鼓移，則番代。”的作法，並指出蹲踞動作對膝蓋的壓力極大，約為體重的8-15倍，遠高於跑步。史可法要兩位將士深蹲兩個小時，騰出背來，供他休息，根本是在糟蹋人，很有可能造成將士膝蓋的耗損，導致戰力歸零。

### 引用
1. 1 2  《崇禎十六年癸未科進士履歷便覽》
2. ↑  清·王夫之，《永曆實錄》（卷6）：“姜曰廣，字居之，一字燕及，江西南昌人……崇禎十七年，以詹事掌南京翰林院事，與迎聖安皇帝，拜東閣大學士、禮部尚書，與史可法、高弘圖為南中三賢相，天下翕然望之。”
3. ↑  《明史》（卷274）：“祖应元举于乡，官黄平知州，有惠政。语其子从质曰：“我家必昌。”从质妻尹氏有身，梦文天祥入其舍，生可法。”
4. ↑  《東林列傳》（史可法傳）：「史可法，字憲之，號道隣，大興人，生而聰穎異常...弱冠受知於督學御史左光斗，光斗善知人，奬拔無遺善，畿士至今思之，謂前後百年無及者...」
5. ↑  方苞《左忠毅公軼事》：“一日，使史公更敝衣草屨，背筐，手長鑱，為除不潔者，引入，微指左公處，則席地倚牆而坐，面額焦爛不可辨，左膝以下，筋骨盡脫矣！史前跪，抱公膝而嗚咽。公辨其聲，而目不可開，乃奮臂以指撥眥，目光如炬。怒曰：「庸奴！此何地也，而汝前來！國家之事，糜爛至此。老夫已矣，汝復輕身而昧大義，天下事誰可支拄者！不速去，無俟姦人構陷，吾今即撲殺汝！」因摸地上刑械，作投擲勢。史噤不敢發聲，趨而出。後常流涕述其事以語人曰：「吾師肺肝，皆鐵石所鑄造也！」”
6. ↑  《東林列傳》（史可法傳）：「初授陜西西安府推官，時洪承疇才略過人，在陜大得軍民心，可法亦效之，治聲日起。」
7. ↑  《明史》（卷274）：“举崇祯元年进士，授西安府推官，稍迁户部主事，历员外郎、郎中。”
8. ↑  《明史》（卷274）：“八年，迁右参议，分守池州、太平。”
9. ↑  《明史》（卷274）：“其秋，总理侍郎卢象升大举讨贼。改可法副使，分巡安庆、池州，监江北诸军。黄梅贼掠宿松、潜山、太湖，将犯安庆，可法追击之潜山天堂寨。明年，祖宽破贼滁州，贼走河南。”
10. ↑  《明史》（卷274）：“十二月，贼马守应合罗汝才、李万庆自郧阳东下。可法驰驻太湖，扼其冲。十年正月，贼从间道突安庆石牌，寻移桐城。参将潘可大击走贼，贼复为庐、风军所扼，回桐城，掠四境。知县陈尔铭婴城守，可法与可大剿捕。贼走庐江，犯潜山，可法与左良玉败之枫香驿，贼乃窜潜山、太湖山中。”
11. ↑  《明季北略》（卷9）：“流寇犯安桐等处，安庐道史可法，率众出御，距桐城三十余里，被围于鹿耳城，甚危，可法谓麾下曰：事急矣，吾稔知桐城杨令，年少而才，得彼赴救，围始可解。谁敢驰书者？一将愿往。遂溃围出，夜半叩城缒入，出书白杨。且曰：坐候天明，大事去矣。然时既倥亟，而士卒复寡，尔铭疑思移刻，疾邀诸绅议事。既至即捐其冠带，易以戎衣，率通邑乡兵。趋救，不必长剑大戟，止令每人各持两炬，疏行广队，整肃而行，贼遥见火光烛天，疑大军至，即解围去。可法得免。”
12. ↑  《明史》（卷276）：“国维见贼势日炽，请於朝，割安庆、池州、太平，别设巡抚，以可法任之。”
13. ↑  《明史》（卷73）：“巡抚安庐地方赞理军务一员。崇祯十年设，以史可法为之。十六年，又增设安、太、池、庐四府巡抚。”
14. ↑  《明史》（卷274）：“贼益狂逞，盘牙江北，南都震惊。七月，擢可法右佥都御史，巡抚安庆、庐州、太平、池州四府，及河南之光州、光山、固始、罗田，湖广之蕲州、广济、黄梅，江西之德化、湖口诸县，提督军务，设额兵万人。”
15. ↑  《明史》（卷274）：“贼已东陷和州、含山、定远、六合，犯天长、盱眙，趋河南。可法奏免被灾田租。”
16. ↑  《明史》（卷274）：“时监军佥事汤开远善击贼，可法东西驰御，贼稍稍避其锋。十一年夏，以平贼逾期，戴罪立功。”
17. ↑  《罪惟錄》（卷9）：“捷数上，迁七省漕运户部侍郎兼副都御史，巡抚淮扬。开屯政，招流亡，缮城郭，访贤豪，咨以军政；虽侧微，有佐一淂，辄延礼之为上客。郡县不职者，畏其弹劾，亦束修为谊。”
18. ↑  《明史》（卷274）：“可法短小精悍，面黑，目烁烁有光。廉信，与下均劳苦。军行，士不饱不先食，未授衣不先御，以故得士死力。连败贼英山、六合，顺天王乞降。”
19. ↑  《明史》（卷274）：“十二年夏，丁外艰去。服阕，起户部右侍郎兼右佥都御史。代朱大典总督漕运，巡抚凤阳、淮安、扬州，劾罢督粮道三人，增设漕储道一人，大浚南河，漕政大厘。”
20. ↑  《明史》（卷274）：“拜南京兵部尚书，参赞机务。因武备久弛，奏行更新八事。”
21. ↑  《罪惟錄》（卷9）：“可法随与正詹姜曰广疏请皇太子监国南都，以固国本，巩祖陵，留中。”
22. ↑  《南天痕 》(卷四)：「(高弘圖)補南京兵部侍郎，尋擢戶部尚書。甲申闖賊犯闕，史可法謀勤王，弘圖轉芻粟，浮江入淮以濟。」
23. ↑  《南疆逸史》（卷7）：“十七年四月朔，知贼犯宫阙，大会群僚誓师勤王。檄诸镇兵并进，身即渡江抵浦口。及闻北都陷、庄烈帝崩，可法北向恸哭，以首触柱，血流至踵。”
24. ↑  《明史》（卷274）：“十七年四月朔，闻贼犯阙，誓师勤王。渡江抵浦口，闻北都既陷，缟衣发丧。”
25. ↑  《明史》（卷274）：“会南都议立君，张慎言、吕大器、姜曰广等曰：“福王由崧，神宗孙也，伦序当立，而有七不可：贪、淫、酗酒、不孝、虐下、不读书、干预有司也。潞王常淓，神宗侄也，贤明当立。”移牒可法，可法亦以为然。凤阳总督马士英潜与阮大铖计议，主立福王，咨可法，可法以七不可告之。而士英已与黄得功、刘良佐、刘泽清、高杰发兵送福王至仪真，于是可法等迎王。”
26. ↑  《南疆逸史》（卷7）：“凤阳总督马士英先迎款于福王，欲挟之以居拥戴功；亦书咨可法，言以伦、以序无如福王。可法即答以“七不可”之说，而身还南京。诸大臣议未定，士英已内结操江诚意伯刘孔昭，外约靖南伯黄得功、总兵官高杰、刘泽清、刘良佐等发兵拥福王至仪征；可法不得已，乃与诸大臣具启往迎。”
27. ↑  《明史》（卷274）：“五月朔，王谒孝陵、奉先殿，出居内守备府。群臣入朝，王色赧欲避。可法曰：“王毋避，宜正受。”既朝，议战守。可法曰：“王宜素服郊次，发师北征，示天下以必报仇之义。”王唯唯。明日再朝，出议监国事。张慎言曰：“国虚无人，可遂即大位。”可法曰：“太子存亡未卜，倘南来若何？”诚意伯刘孔昭曰：“今日既定，谁敢复更？”可法曰：“徐之。”乃退。”
28. ↑  《明史》（卷274）：“又明日，王监国，廷推阁臣，众举可法、高弘图、姜曰广。孔昭攘臂欲并列，众以本朝无勋臣入阁例，遏之。孔昭勃然曰：“即我不可，马士英何不可？”乃并推士英。”
29. ↑  《明史》（卷274）：“越二日，拜可法礼部尚书兼东阁大学士，与士英、弘图并命。可法仍掌兵部事，士英仍督师凤阳。”
30. ↑  《明史》（卷274）：“乃定京营制，如北都故事，侍卫及锦衣卫诸军，悉入伍操练。锦衣东西两司房，及南北两镇抚司官，不备设，以杜告密，安人心。”
31. ↑  《明史》（卷274）：“当是时，士英旦夕冀入相。及命下，大怒，以可法七不可书奏之王。而拥兵入觐，拜表即行。可法遂请督师，出镇淮、扬。”
32. ↑  《明史》（卷274）：“十五日，王即位。明日，可法陛辞，加太子太保，改兵部尚书、武英殿大学士。”
33. ↑  《明史》（卷274）：“可法去，士英、孔昭辈益无所惮。孔昭以慎言举吴甡，哗殿上，拔刀逐慎言。可法驰疏解，孔昭卒扼甡不用。可法祭二陵毕，上疏曰：“陛下践阼初，祗谒孝陵，哭泣尽哀，道路感动。若躬谒二陵，亲见泗、凤蒿莱满目，鸡犬无声，当益悲愤。愿慎终如始，处深宫广厦，则思东北诸陵魂魄之未安；享玉食大庖，则思东北诸陵麦饭之无展；膺图受箓，则念先帝之集木驭朽，何以忽遘危亡；早朝晏罢，则念先帝之克俭克勤，何以卒隳大业。战兢惕厉，无时怠荒，二祖列宗将默佑中兴。若晏处东南，不思远略，贤奸无辨，威断不灵，老成投簪，豪杰裹足，祖宗怨恫，天命潜移，东南一隅未可保也。”王嘉答之。”
34. ↑  史可法《为款虏灭寇庙算已周，乞敕速行，以雪国耻事》奏疏，见冯梦龙《甲申纪事》，《玄览堂丛书》第一一五册
35. ↑  《国榷》（卷103）：“不得江南，则漕运阻矣，将何以成天下？”
36. ↑  谈迁《枣林杂俎》仁集《寓书史可法》条记：“史相国在扬州，清人寓书云：摄政王致书史相国执事，云云。自称本朝抬出，史相国字平行。黄纸如诏敕，又硃圈其句。华亭包尔庚于沔黄日芳处见之。”
37. ↑  《致史可法書》 國家之撫定燕都，乃得之於闖賊，非取之於明朝也。賊毀明朝之廟主，辱及先人；我國家不憚征繕之勞，悉索敝賦，代為雪恥。孝子仁人，當如何感恩圖報？茲乃乘逆寇稽誅，王師暫息，遂欲雄據江南，坐享漁人之利。揆諸情理，豈可謂平？將以為天塹不能飛渡，投鞭不足斷流耶？
38. ↑  杨陆荣《三藩纪事本末》（卷1）：“崇祯甲申，封黄得功为靖南伯。福王僭立，进侯；令驻仪真。命总兵刘泽清为东平伯，驻庐州；总兵高杰为兴平伯，驻瓜州；总兵刘良佐为广昌伯，驻临淮。大学士史可法开府扬州，兼督其师。”
39. ↑  《明史》（卷274）：“得功、泽清、杰争欲驻扬州。杰先至，大杀掠，尸横野。城中恟惧，登陴守，杰攻之浃月。泽清亦大掠淮上。临淮不纳良佐军，亦被攻。朝命可法往解，得功、良佐、泽清皆听命。乃诣杰。杰素惮可法，可法来，杰夜掘坎十百，埋暴骸。旦日朝可法帐中，辞色俱变，汗浃背。可法坦怀待之，接偏裨以温语，杰大喜过望。然杰亦自是易可法，用己甲士防卫，文檄必取视而后行。可法夷然为具疏，屯其众于瓜洲，杰又大喜。杰去，扬州以安，可法乃开府扬州。”
40. ↑  计六奇《明季南略》卷五：“十八日（甲申），北将于永绶等领马兵千人，驻札镇江。浙江都司贾之奎领步兵至，止其地；及京口营兵与各路零卒分札西门外与教场等处。”
41. ↑  《偏安排日事迹》卷三，七月癸巳，镇江于永绶等兵乱：“督辅可法部将四人刘肇基、陈可立、张应梦、于永绶，皆以功迁镇帅，加宫衔；而永绶尤桀黠。相与统骑兵百馀、舟二百馀，从可法北征，暂住京口。会浙抚所调都司黄之奎亦部水陆三、四千戍其地；之奎安静，独镇兵横。偶一骑买民瓜，半予价；民詈之，（斫）刀砍民；兵怒，缚买瓜者投江中，遂大隙。六月二十六日，浙续发防江兵至，守备李大开率之；怒镇兵冲道，砍其马，杀二、三人。马负剑驰本营，镇帅知有变，率兵与大开相击；他浙营坐视莫援，大开矢洞胁死。镇兵乘机焚掠，死者约四百人，罄虏财物。抚臣祁彪佳闻乱，从苏郡整部伍，疾至。永绶等兵闻风，亟遁。彪佳兵追之，所收货资、衣甲甚众。奏闻，命四将由六合趋可法军前听核治而已。未几，移驻仪真镇，民始安。癸卯，革阁部镇将于永绶职，带罪立功；降〔刘〕肇基、张应梦各三级。仍命自今兵将调集地方，俱听抚臣节制。”
42. ↑  史可法《史忠正公集》，卷一，崇祯十七年甲申五月中旬，请颁敕印给军需疏：题为请速颁敕印，并给军需钱粮等事，江北士民不安，汹汹告念。臣奉督师之命，即当启行，今请速颁敕印以便行事。又各项军器，所需不赀。臣在南都造过红夷、灭贼等大炮，及鸟铳、三眼枪、腰刀等件不下数千，皆已发之各营，见在操练。今置造无及，需用难缓，不得不于内库所备，暂借应用。伏乞圣明俯允，于兵仗局发明铜甲叶，多则一千副，少则五六百副；于供应机房发驳回杂色缎一百疋，并内厂前买解京白布，发二三千疋，为钉甲表里棉甲等用；于兵仗局戌字等库，发旧倭刀三五千把，为马上精兵之用；发皮团牌二千面，为守城及船上选锋遮洋之用；于各营取原发红夷炮五（十）位，灭敌炮五十位，原领内库铜锅三百口，再将户部员外丁煜奉旨买到红铜，发一万斤，为打造锣锅之用。此应用军需，不容缺少者也。诸镇之兵集于江北，臣既到彼，便须给发钱粮。除寄贮淮扬之银，听臣察取，寄泊河滨之米，听行收贮，题明应用；此外尚需二三十万金，携带前行。容臣于江上迎催解北之银，题明留用，用完奏销。此应用钱粮，不容缺少者也。统祈圣裁，俞允施行。
43. ↑  应廷吉《青磷屑》卷一：“卤薄所至，凡一技、一能欲效用者，皆投策进见，随试随收；月有廪饬，以推官应廷吉董其事，命曰礼贤馆。于是，四方幸进之徒，接踵而至，甚有献策请鬻三山街天功坊以助军饷者。棐臣病之，白史公曰：是皆跃冶之士，吏无实用。所捐糈縻，亦百姓脂膏也；曷不遣此辈归塾就业，另储其才以副实用乎！公曰：吾将以礼为罗，冀拔一于千百，以济缓急耳。廪之如故。相聚数月，既无拔萃之才，亦无破格之选；始私相谓曰：求之甚殷，遇之甚疏，吾辈其齐门之瑟也夫，悄悄引去。城破日，从公及于难者。止一十九人。”
44. ↑  《明史》（卷274）：“六月，大清兵击败贼李自成，自成弃京师西走。青州诸郡县争杀伪官，据城自保。可法请颁监国、登极二诏，慰山东、河北军民心。开礼贤馆，招四方才智，以监纪推官应廷吉领其事。八月出巡淮安，阅泽清士马。返扬州，请饷为进取资。士英靳不发，可法疏趣之。因言：“迩者人才日耗，仕途日淆，由名心胜而实意不修，议论多而成功少。今事势更非昔比，必专主讨贼复仇。舍筹兵筹饷无议论，舍治兵治饷无人才。有摭拾浮谈、巧营华要者，罚无赦！”王优诏答之。”
45. ↑  应廷吉《青磷屑》卷一：“四镇各私设行盐、理饷总兵、监纪等官，自画分地，商贾裹足，盐壅不行。各私立关税，不系正供；东平则阳山、安东等处，兴平则邵伯、江堰等处，多凶横掠民，民不聊生。”
46. ↑  应廷吉《青磷屑》卷一：“靖南伯黄得功标下监军职方主事一员，以冯元飂为之；监纪推官一员，以徐某为之。东平伯刘泽清标下监军道一员，以淮海道加太仆寺少卿张文光为之；监税知县一员，以原任赣榆县知县方来商为之（东平镇淮，睚眦杀人，无所顾忌。北来朝臣韩如愈等，悉被惨杀；其馀泯泯者，不能尽悉。然颐指唯诺，惟熊民之言是听；樊明片言转移，全活甚众）。广昌伯刘良佐标下，额设未详。兴平伯高杰标下，监军道一员，以王相业为之；监纪同知一员，以原任安塞县朱统錝为之；监纪通判一员，以许鸿仪为之。”
47. ↑  应廷吉《青磷屑》卷一：“额饷虽设，以入不敷所出，遂以户部主事施凤仪行盐扬州。”
48. ↑  应廷吉《青磷屑》卷一：复以周某为理饷总兵，兴贩米豆；官私夹带，上下为奸，利之以入，不全在官。
49. ↑  应廷吉《青磷屑》卷一：“番山鹞必欲以扬为镇，屡肆要挟；阁部为请于朝，维扬士绅又复大哄。守土以无祸为辞，阁部遂迁东偏行署，以督府居之。入城日，高夫人邢氏号令严肃，颇称安堵（按邢氏，闯贼李自成妻也；番鹞通焉。自成觉之，杖之百，将杀之，番山鹞挟向南奔，自成追之不及。邢氏美而艳，然严毅，将士悚惕；番山鹞见之，终身不复议置侧室）。”
50. ↑  应廷吉《青磷屑》卷一：“兴平定居，阁部遂如仪徵，点视黄得功兵马；大阅于部，赏赉金帛千金有差。”
51. ↑  《明史》（卷274）：“初，可法虞杰跋扈，驻得功仪真防之。九月朔，得功、杰构兵，曲在杰。赖可法调剂，事得解。”
52. ↑  应廷吉《青磷屑》卷一：“黄蜚自登州来，欲觐南都，路经淮扬，虑为高、刘二镇所掠，以书致黄得功；欣然以兵迎之，弗虞高之尾其来也。至邗关外五十里地—名土桥，角巾缓带，饮马蓐食。高营三叉河守备，不审其由，以得功暗袭维杨，高急；高遂密布精骑于土桥左右，而黄不知也。俄而，士马围合，渐渐逼身，马不及介、人不及装，箭集如雨。得功以枪拨去，无及肤者；所乘战马价值千金，攒簇而毙。得功夺他马而驰，随行三百骑尽为高营收去。畴昔之夜，番山鹞以得功离镇，发兵千人夜袭仪徵。守城副将丘钺、马岱等侦知之，相与谋曰：高兵来，以主帅他出也。姑以旧城委之。天明，主帅必至，内外夹击，吾事济矣。因闭门坚守，令士卒饱食熟睡；城外四隅虚设烟火，以为疑兵。薄暮，高兵大至，见已设备，不敢前进。又见烟火联络，以为黄兵营盘，炮矢齐发；夜半与火药俱尽。城中望见，马岱争先杀出，千人丧魄，俄顷尽歼。”
53. ↑  应廷吉《青磷屑》卷一：“黄、高交恶，遂各治兵。番山鹞曰：曩昔千人皆维扬恶少，尝欲图我，我故驱之；假手于黄君之士卒，岂敢败衄也。黄必欲报怨，阁部不得已，复之仪徵，泊舟吾台庵侧，以为调释。值得功母夫人逝，苫次与语，稍霁色焉。因命监纪通判许鸿仪、推官应廷吉往高营议和，高虽听命，而所得马匹匿弗肯还。往反再四，始偿百匹，皆羸瘦不堪者。解至黄营，止收其半；阁部复以二十匹强之，馀三十匹渐次毙矣。高不肯补，阁部不得已，偿解三千两，复令高杰以千金为黄太母賵，憾始稍释。”
54. ↑  《明史》（卷274）：“北都降贼诸臣南还，可法言：“诸臣原籍北土者，宜令赴吏、兵二部录用，否则恐绝其南归之心。”又言：“北都之变，凡属臣子皆有罪。在北者应从死，岂在南者非人臣？即臣可法谬典南枢，臣士英叨任凤督，未能悉东南甲疾趋北援，镇臣泽清、杰以兵力不支，折而南走。是首应重论者，臣等罪也。乃因圣明继统，鈇钺未加，恩荣叠被。而独于在北诸臣毛举而概绳之，岂散秩闲曹，责反重于南枢、凤督哉。宜摘罪状显著者，重惩示儆。若伪命未污，身被刑辱，可置勿问。其逃避北方、俳徊而后至者，许戴罪讨贼，赴臣军前酌用。”廷议并从之。”
55. ↑  《三藩纪事本末》（卷1）：“十月，王师致书可法，以「春秋」之义，有贼不讨，则故君不得安葬、新君不得即位。今闻有僭号江南者，弃恩忘仇，将谓长江天堑、北军不能飞渡耶？夫以中华全力受制潢池，而欲收江左一隅抗衡大国，胜负之数，不待蓍龟矣。诸君子果识时知命、厚爱贤王，宜劝令削号归藩，永绥福位。可法答书，言有贼未讨、新君不得即位，乃不忍死其君者之说耳。若夫天下共主身殉社稷，青宫皇子惨变非常，而拘牵不即位之说，坐昧大一统之义；中原鼎沸，仓卒出师，将何以维系人心、号召忠义？紫阳「网目」，踵事「春秋」。其闻如光武、昭烈，晋元、宋高，皆于国仇未复之日，亟正位号，「网目」未尝斥为自立。又言：契丹和宋，多输金帛；回纥助唐，不利土地。况贵国笃念世好，兵以义动。今贼未伏天诛，卷土西秦，方图报复；此不独本朝不共戴天之仇，亦贵国除恶未尽之虑。伏祈全师进讨。问罪秦中。至于牛耳之盟，本朝使臣久已盈道。”
56. ↑  应廷吉《青磷屑》卷一：“十一月四日，为阁部悬弧之晨。舟抵崔镇，各官免参。急报剡城夏固山阑入宿迁。”
57. ↑  钱海岳《南明史》卷二十九列传第五史可法传：“十一月，舟抵鹤镇，谍报清兵陷海州、赣榆，都司王有年、守备王建仁战死，已陷宿迁。遣肇基、棲凤往援。越数日，清兵围邳州，推官沈冷之固守。清兵军城北，肇基、棲凤军城南，相持半月，各引去。先可法檄诸镇出兵，杰首奉命渡泗水，之纲前驱薄归德，可法亦移营次白洋河，建纛誓师。”
58. ↑  应廷吉《青磷屑》卷一：“次日，抵白洋河，令廷吉监刘肇基军、高岐凤监李栖凤军进取宿迁。初八日黎明，师济河，夏固山遁去，遂复宿云。越数日，夏固山复围邳州，军于城北。刘、李二将军军于城南；两将相望，未尝一矢相加。樵采者出，北兵谕之曰：尔民即吾民，吾不杀汝；好守城池，必为他贼所据！相持半月，各引去。”
59. ↑  《明史》（卷274）：“十月，杰帅师北征。可法赴清江浦，遣官屯田开封，为经略中原计。诸镇分汛地，自王家营而北至宿迁，最冲要，可法自任之，筑垒缘河南岸。十一月四日，舟次鹤镇，谍报我大清兵入宿迁。可法进至白洋河，令总兵官刘肇基往援。大清兵还攻邳州，肇基复援之，相持半月而解。”
60. ↑  巴泰《大清世祖章皇帝实录》卷十一，顺治元年甲申十一月：“山东沂州总兵夏成德，解宿迁县围。杀贼兵六千余人。获马骡旗纛等物。又遣游击刘范德、守备孙万寿、文成功、往取赣榆。擒斩伪都司王有年、守备王建仁、降其城。以闻。”
61. ↑  应廷吉《青磷屑》卷一：“邳、宿报至南都，贵阳方箕踞而戏；读罢，大笑哈哈不住。时，东省杨公士聪在座，惊问曰：邳，宿沦陷，幸而复完，南北关系不浅；公何泄泄为！贵阳曰：君以诚有是事耶？杨曰：宁有无疾而呻者！贵阳曰：不然。此史道邻之妙用也。岁将尽矣，阳河将吏例应叙功，耗费钱粮例应销算；盖如叙功、销算地也。杨且信且疑。明春，奉使河上，始知无伪。”
62. ↑  《偏安排日事迹》卷七，十一月，丁未：“命内臣高起潜提督江北兵马粮饷、沿江水师。起潜先泛海至淮，令入京陛见；至是，乃用。”
63. ↑  应廷吉《青磷屑》卷一：“遂议屯田，以陆逊之为大梁佥事官，给牛粮籽粒，另设属员；迄无成功。复欲应廷吉屯田邳、宿；廷吉辞曰：国家屯政，原有成额；小民世受，谓之恒产焉。所谓闲旷而屯之。且屯田籽粒既入于官，有司常赋又何从出？闻之桃源县生员有愿输百头（牲畜）、小麦五百石以请县官者，断无是事。为此言者，而欺公也。公不以为然，强之视屯田佥事事。”
64. ↑  《明史》（卷274）：“时自成既走陕西，犹未灭，可法请颁讨贼诏书，言：“自三月以来，大仇在目，一矢未加。昔晋之东也，其君臣日图中原，而仅保江左；宋之南也，其君臣尽力楚、蜀，而仅保临安。盖偏安者，恢复之退步，未有志在偏安，而遽能自立者也。大变之初，黔黎洒泣，绅士悲哀，犹有朝气。今则兵骄饷绌，文恬武嬉，顿成暮气矣。河上之防，百未经理，人心不肃，威令不行。复仇之师不闻及关、陕，讨贼之诏不闻达燕、齐。君父之仇，置诸膜外。夫我即卑宫菲食，尝胆卧薪，聚才智精神，枕戈待旦，合方州物力，破釜沉舟，尚虞无救。以臣观庙堂谋画，百执事经营，殊未尽然。夫将所以能克敌者，气也；君所以能御将者，志也。庙堂志不奋，则行间气不鼓。夏少康不忘出窦之辱，汉光武不忘爇薪之时。臣愿陛下为少康、光武，不愿左右在位，仅以晋元、宋高之说进也。先皇帝死于贼，恭皇帝亦死于贼，此千古未有之痛也。在北诸臣，死节者无多；在南诸臣，讨贼者复少。此千古未有之耻也。庶民之家，父兄被杀，尚思穴胸断豆，得而甘心，况在朝廷，顾可漠置。臣愿陛下速发讨贼之诏，责臣与诸镇悉简精锐，直指秦关，悬上爵以待有功，假便宜而责成效，丝纶之布，痛切淋漓，庶海内忠臣义士，闻而感愤也。国家遘此大变，陛下嗣登大宝，与先朝不同。诸臣但有罪之当诛，曾无功之足录。今恩外加恩未已，武臣腰玉，名器滥觞。自后宜慎重，务以爵禄待有功，庶猛将武夫有所激厉。兵行最苦无粮，搜括既不可行，劝输亦难为继。请将不急之工程，可已之繁费，朝夕之燕衎，左右之进献，一切报罢。即事关典礼，亦宜概从节省。盖贼一日未灭，即有深宫曲房，锦衣玉食，岂能安享！必刻刻在复仇雪耻，振举朝之精神，萃万方之物力，尽并于送将练兵一事，庶人心可鼓，天意可回。”可法每缮疏，循环讽诵，声泪俱下，闻者无不感泣。”
65. ↑  应廷吉《青磷屑》卷二：“平至徐州，程肖宇率骁健之士六人以降肖宇，丰沛间大盗也；聚众数千，攻掠无忌。思宗末年，百战获之，下廷尉狱。未正厥辜，闯贼躏入，释之而南，仍复为盗。畏兴平强盛，率众附降。兴平遂与歃血定盟，馈遗酬酢，略无虚日。浃旬，酒酣，俱杀以殉。及至永城，乡绅某者，蓄积甚厚，输犒数千，兴平亦与定盟；旋复见杀，并籍其家。故许定国力为之备。”
66. ↑  应廷吉《青磷屑》卷二：“是月，阁部命监纪通判张鑻往河南，招抚土寇刘洪启混名一把沙、李际遇、杨四等，便道过许定国营，且戒以勿令兴平知也。”
67. ↑  《偏安排日事迹》，卷六，十月：“命曹州道袁枢赴豫抚越其杰军前酌用。”
68. ↑  《偏安排日事迹》卷八，十二月：“壬午，命张缙彦以总督兼巡抚归德、开封、河南三府，督王之纲、许定国、李际遇恢剿河北、潼关等处；越其杰以原官抚汝宁、南阳、黄州三府，督刘洪起、黄鼎、毛显文恢剿楚、豫；凌𬳶巡按河南兼督各镇，兼理河北、山东招抚；陈潜夫另用。”
69. ↑  《三藩纪事本末》（卷1）：“乙酉正月，杰抵归德，约定国同事。时定国驻睢，有言其送子渡河者。杰遣人邀定国，不至。杰因邀巡抚越其杰、巡按陈潜夫，同赴睢。定国郊迎，其杰讽杰勿入城，勿听。十三日，杰兵已尽发开封戍守，且邀定国去睢。是夜，定国享杰。杰醉，微言及送子事；定国大疑。杰既卧，传炮大呼，众拥杰至定国所杀之；其杰、潜夫遁。明日，杰部回睢攻城，老弱无孑遗；定国来降于王师。杰为人淫毒，扬民闻其死，皆相贺；然是行也，进取之志甚锐，故时有惜之者。”
70. ↑  应廷吉《青磷屑》卷二：“元正十日，阁部所乘座船桅竿，夜辄作声；自上向下，复自下而上。中军官备牲祭之，亦复不止。询之长年，曰：无他，不过主人欲更舟耳。十八日，兴平凶问至，公遂如彭城。”
71. ↑  应廷吉《青磷屑》卷二：“兴平既没，诸将互相雄长；下弦之夕，几至血刃。公环甲戴弁，坐以待旦，兢兢不免。昧爽，与诸将盟，以兴平嫡甥李本深为扬州提督、嫡弟高某为副将，以胡茂桢为阁标大厅，李成栋总兵徐州，其馀将佐各有分地。立其子为世子，请恤请荫。于是，众志帖然。”
72. ↑  应廷吉《青磷屑》卷二：“乙酉元旦，大风拔木，积雪数尺。自腊迄春，阴凝不霁。白洋河干，聊为锦蕞；飘洒浸润，竟不成礼。阁部以粮饷不前，诸军饥馁；断荤绝饮，蔬食啜茗而已。”
73. ↑  应廷吉《青磷屑》卷一：“朔风日劲，河阳倍严；因令秦士奇等沿河筑墩，以为施放炮火之地...而同事诸公，方欲以筑墩多少居为己功，且欲为富贵进身地；议格不行。迄今两岸一望平沙，墩基尚存。”
74. ↑  《明清史料》甲编，第一本，巡撫河南羅繡錦題為塘報軍情事：“許定國既已歸順今伊家眷過河乃萬不可阻之舉也職已許令過渡矣惟是屢據各報張縉彥高傑各兵南岸張旗列砲不可無防除移會直隸山東各撫臣並衛鎮祖可法嚴加防禦，顺治二年正月初十日。”
75. ↑  《明清史料》甲编，第二本：“河南總兵官掛鎮北將軍印許定國，揭為披誠歸順，已計斬高傑，總兵王之綱等逃守歸德，勾連南兵設計於徐州等處渡河，將於曹兗濟寧攻城搶掠獻功，請發大兵刻日渡河。顺治二年二月初六日。”
76. 1 2  应廷吉《青磷屑》卷二：“二月，公还自徐州，黄浒山闻英吾之变，启衅欲袭维扬；代领其众，守城戒严。总河王铁山、总漕田百源深以为忧，且虑高兵横轶，令兼屯田佥事监纪推官应廷吉持节安抚；而史公令箭适至，遂并行焉。至邵伯镇，撤其横税，商民歌舞。”
77. ↑  史可法《史忠正公集》，卷一，弘光元年正月，请紧急防守疏：“切照靖南侯黄得功素行忠勇，其与己故兴平伯高杰原有昆弟之盟，杰既死事疆场，决无乘危图并之理，其引兵东下，盖虑高营兵众未免乘乱纷耘，故移师弹压耳，不然四藩并建义重情深，东平侯刘泽清既为杰请恤，恩请袭爵，广昌伯刘良佐，亦复不约而同，岂得功独无同类之悲同雠之谊乎，扬之兵民风闻传讹，闭门拒守，视若雠仇，将得功本心无以自明于天下，此嫌衅之所以难消也，臣到扬州自当善为调处，惟是目前急着莫先于守河，高兵之所守者归徐，万一闻报南来，兵随闯渡，归徐失，而三藩之地皆危矣，察良佐原有招讨河南之任，合即发兵一旅，赴防归德之河，一面催给饷银以济远征之费，徐州虽有副将李成栋，而河信延长五百里，非一镇之兵所能支，且各兵除徐州旧营外，馀兵家眷皆在瓜洲，闻此亦无固志，臣已再三严饬，不许一步擅离。”
78. 1 2 3  应廷吉《青磷屑》卷二：“靖南罢兵，高营将士皈命投城，惟阁部是听。内有忮其威名者，以原任翰林院编修卫胤文总督淮扬军事，公恬不介意；而将士愤懑不平，慰谕再三，终不受命。子安莅任之日，无一人至者。维扬既设督抚，幕僚集议于公曰：公，督师也；督师之体，居中调度，与诸藩异。奈何与彼互分汛地—是阁部与藩镇等也。为今之计，公盍移驻泗州；防护祖陵，以成居重驭轻之势；然后缮疏请命，将此仔肩交付卫子安、王铁山乎。公曰：曩之分汛，虞师武臣之不力也，吾故以身先之；移镇泗州，未为无见。遂于是月一日，令棐臣监督参〔将〕刘恒祚、游击孙桓、都司钱鼎新、于光等船只，会黄蠡源于清江浦时蠡源防河未撤也，渡洪泽湖，向泗州进发。”
79. ↑  邓之诚《清诗纪事初编》卷一前编上：“惜扬州。明末阎尔梅。有引：予劝阁部西征，徇河南，不听。劝之渡河北征，徇山东，又不听。一以保扬州为上策。盖公左右用事诸人，家悉在南中故也。未几而扬州破矣。公之死与不死固未可知。扬州之惨则深有可惜者，作惜扬州。”
80. ↑  阎尔梅《白耷山人文集》卷二，上史阁部书：“河北忠勇之士几数万为王师前驱...附史阁部来书...时机不可失，其慨蹴琨梦而起，以顾我于河水之阳，不㚢将瞻兰侥而歌心为矣。”
81. ↑  黄宗羲《弘光实录钞》卷三：“黄得功、刘泽清攻高营，欲并之。杰既死，两镇欲分其兵，得功令四营总兵往扬州追取高兵。泽清亲至仪真，发令箭于新城地方，擒高营头目五人。有旨：『大臣当先国事而后私仇，黄得功若向扬州，既离汛地，狡（虏）乘隙渡河，罪将谁任！朕于诸藩恩礼有加，诸藩亦当恪守臣节，不得任意轻举，致误国事』。史可法则以李本身代杰，而杰妻邢氏又纷诉不已，虽仍以高元爵统之，而别属者多矣。”
82. ↑  应廷吉《青磷屑》卷二：“十五日，公自徐至扬，令同知曲从直、中军马应魁入浒山营，问所欲为。浒山曰：吾乃朝廷大将，累立战功，僻处仪征小邑；番山鹞一贼耳，有何功绩，占据名邦！今既身故，今将泰兴兴化、通泰二州行盐地面，尽归于吾。念其死于王事，权分高邮、宝应、江都等处养其妻子。如拂我意，誓不罢兵。高营将士，亦摩拳擦掌雄据。不一月，命高、卢二太监持谕解，兵始退去。”
83. 1 2  《偏安排日事迹》卷十二，四月：“总兵郑（鸿逵）奏破乱兵于江中，获马千匹、舡二百余只。时许定国以北兵至，高杰妻邢氏率子以兵三千走泰州，余兵于十四日尽焚瓜洲营，趋镇江，杀放所掠者而更掠；鸿逵枭其先渡者十七人。高兵尽以粮艘载辎重、妇女南向，鸿逵复拒之；炮沈其舟者半，半东下入海。北兵入瓜洲。高杰兵溃，民方返故居；忽北至，遂入城——扬南北皆敌矣。”
84. ↑  应廷吉《青磷屑》卷二：“时人为之语曰：谁唤番山鹞子来，闯仔不和谐。平地起刀兵，夫人来压寨邢夫人也；亏杀老媒婆史公也，走江又走淮。俺皇爷醉，烧酒全不采。二镇罢兵，高藩邢氏夫人虑稚子之孤弱也，恐独立不足以有成，知阁部无子，欲为螟蛉。公怪之；谋诸将佐，佥曰：无伤。公心不然，毅形于色。辄有献策者曰：是不难，渠系高氏，有高监在；公盍为之盟，令父其父、子其子。公可其议。次日，邢夫人设宴，将吏毕集。公备隆意，语高监。监忻诺，受其子拜。邢夫人亦拜，并拜公。公不受，环柱而走，高监止焉。宴毕各散。又明日，高监设宴宴公，并宴高世子。公甫就坐，令小黄门数辈俱围有衣蟒者，挟公坐，不得起；令世子拜，邢夫人亦拜，以父称之。公无可奈何，勉强尽欢，怏怏弥日。”
85. ↑  钱海岳《南明史》卷二十九，列传第五，史可法传记：“提督之命久不下，将士无固志，本深等皆弃汛走。时清以豫王多铎出淮南，都统准塔出淮北，自开封以南，如入无人之境。陷蒙城，逼淮、徐，南直震恐，始诏从可法议，以本深为左都督，领兴平诸将。”
86. ↑  《清世祖实录》卷十五，顺治二年乙酉，三月乙巳：”遣每旗护军参领一员。率兵更番驻防济宁。定国大将军和硕豫亲王多铎等疏报。三月初七日臣统兵出虎牢关口。固山额真拜尹图等、出龙门关口。兵部尚书宗室韩岱梅勒章京伊尔德、侍郎尼堪等、统外藩蒙古兵.由南阳路三路兵同趋归德。所过州县、尽皆投顺。兵科凌马冏。叛逃南中。复为御史出巡河南。适在归德、亦已擒获。南阳伪副将李好、献劄投诚随给劄升为总兵官。河南、开封、归德三府属州县、已委官管理。内院中书赵文蔚、升为河南兵备道。王永、亦升为清军道总兵官高第、留镇河南。孔希贵、留镇归德。惟开封府尚未留兵驻防。许定国、及投诚贼首刘芳兴等、俱随营南征。河南地方初定、请速铸给各官印信。以防诈伪。疏入。得旨、王方收关陕。旋定中原。剿寇安民。勋庸茂著。朕甚嘉悦。所请地方各官印信、该部即与铸给。"
87. ↑  钱海岳《南明史》卷二十九，列传第五，史可法传记：“三月，清兵分道南下，以沂州、济宁兵从庙湾薄邳、宿，彰德、卫、辉兵从孟津逼归、徐。可法飞章告急，言：“我与虏仅隔一河耳。河长二千里，非各镇兵马齐御，不能周也。故杰欲自赴开、雒，而以得功、良佐守邳、徐。久知虏之乘瑕，必在开、雒，无如兵力不能远及何。今虏已渡河，则长驱而东，克日可至，御之河北，艰难百倍矣。兵在河上者，月粮压欠，苦饥苦寒，当岁暮时，每名求三钱过节，亦不可得。臣标如此，各镇可知。伤心时事，有泪空洒。今虏既南渡，并力攻寇，而兵力及我，亦不过二月间，况虏中传言久有正月南侵东西并犯之说。今攻邳之虏未还，济宁见集粮喂马，意讵一刻忘江北哉！若非庙堂上多发粮饷，移得功、良佐兵屯颍、亳，杰守归、徐，戮力同心，无分畛域。臣恐江北之祸，只在目前。江北危，而江南亦讵得安枕耶！”疏入，士英谓可法徒欲叙防河将士功，卒不省。”
88. 1 2  戴名世《乙酉揚州城守紀略》卷一：“先是公所至，凡有技能獻書言事者，輒收之，月有廩餼。以應廷吉董其事，名曰禮賢館。於時四方幸進之徒，接踵而至。廷吉言於公，請散遣之。公曰：「吾將以禮為羅，冀拔一二於千百，以濟緩急耳。」廩之如故。然皆望公破格擢用，久之不得，則稍稍引去。城破之日，從公而及於難者，尚十有九人。至是移鎮之議既定，公命廷吉定其才識，量能授官，凡二十餘人...公欷歔出袖中手詔，示廷吉曰：「左兵叛而東下矣。吾將赴難如君言，奈天意何！」因令廷吉等諸軍赴泗，便宜行事。會泗州已失，而廷吉等屯高郵邵伯間。公至燕子磯，而黃得功已破左兵於江上。公請入朝，不許詔曰：北兵南向，卿速赴泗州應敵。”
89. ↑  应廷吉《青磷屑》卷二：“屯泗之议既定，公谓应棐臣曰：礼贤馆诸生随军有时，兼之河防多负勤苦；今又趋泗，是重劳也。君盍品定才识，量能授官，酬其积勩乎！因于四月二日，于督抚左厢策试诸士，第嘉禾归昭、昆山孙元凯等为甲乙，并授唐大章、唐妍、张大武、陆燧等通判、推官、知县等官。...公于袖中出弘光帝手诏示棐臣曰：左兵南矣，吾将赴离。君言不信则可；倘如君言，奈天意何！执棐臣手，唏嘘而别。遂于午刻，发平山堂。”
90. ↑  《明史》（卷273）：“马士英、阮大铖用事，虑东林倚良玉为难，谩语修好，而阴忌之，筑板矶城为西防。良玉叹曰：“今西何所防，殆防我耳。”会朝事日非，监军御史黄澍挟良玉势，面触马、阮。既返，遣缇骑逮澍，良玉留澍不遣。澍与诸将日以清君侧为请，良玉踌躇弗应。亡何，有北来太子事，澍借此激众以报己怨，召三十六营大将与之盟。良玉反意乃决，传檄讨马士英，自汉口达蕲州，列舟二百余里。”
91. 1 2 3 4 5 6  《清世祖实录》卷十六，顺治二年乙酉。五月：“定国大将军和硕豫亲王多铎等奏报。大军于四月初五日。自归德府起行。沿途郡邑、俱已投顺。十三日、离泗州二十里。令固山额真阿山、率蒙古固山额真马喇希、富喇克塔、及将士前夺泗北淮河桥。其守泗总兵焚桥遁。我军遂夜渡淮。翌日、追五十馀里不及。十七日遣尚书宗室韩岱、梅勒章京伊尔德、护军统领阿济格尼堪、署护军统领杜尔德等率师至扬州城北。获船百馀艘。是日、大军距扬州城二十里列营。令署护军统领顾纳代、伊尔都齐、费扬古、吴喇禅、梅勒章京阿哈尼堪、署梅勒章京格霸库等率师自扬州城南。获船二百馀艘。十八日、大军薄扬州城下。招谕其守扬阁部史可法翰林学士卫允文、及四总兵官、二道员等、不从。二十五日、令拜尹图、图赖、阿山等攻克扬州城。获其阁部史可法、斩于军前。其据城逆命者并诛之。”
92. ↑  《偏安排日事迹》卷十二，四月癸酉：“上召对群臣。时南北交急。大理少卿姚思孝、御史乔可聘、成友谦，皆杨人也；奏「左良玉缓，北尤急；乞无撤江北兵马，固守淮、扬，控扼颍、寿」。上曰：『刘良佐兵，还留江北防守』。士英侍上御前，战手詈曰：『尔辈东林，犹借口防江，欲纵左逆入犯耶！若敌至，犹可议款。若左逆至，则若辈高官，我君臣独死耳！臣已调良佐兵至江南矣，宁死敌、无死逆』！举朝皆失色，有「贾似道弃淮、扬」之诮。时上虽忧形于色，犹顾友谦曰：『若成某耶』！盖往者播徙时，曾饷上于危也。”
93. ↑  《明史》（卷274）：“时大兵已取山东、河南北，逼淮南。四月朔，可法移军驻泗州，护祖陵。”
94. ↑  《三藩纪事本末》（卷1）：“可法曰：“上游不过欲除君侧之奸，原不敢与君父为难。若北兵一至，宗社可虞，不审辅臣何意蒙蔽若此！”又移书士英；士英惟以左兵为虑，不应。刘洪起亦奏称：“清兵直下，恐为南京忧。”总督王永吉亦言：“徐镇势不能有，何以保江北？”俱不应。”
95. ↑  顾诚《南明史》，第130页
96. ↑  应廷吉《青磷屑》卷二：“公既赴召，将一应军务，付棐臣令箭，便宜行事。三之日（后），棐臣督诸军赴泗过淮扬，刘鹤洲以令箭取军器、火药、饷银等件，盖施诚庵教之也。诚庵以公不假兵柄，心忌应之独任，且为刘之私人。且南北危急，谓此饷无主，故令东平取之；棐臣坚执不与，谓其差官曰：吾朝廷命官，钦定阁员，非札委者比。藩镇令箭，何为至我！差官曰：令箭所以差官也。棐臣曰：然！但此军器、钱粮，受命阁臣督往泗州；今虽暂时隔绝，何可便付？况已薄暮，亦非交割钱粮之时。明晨，吾当亲见藩台，面议可否。差官唯唯而退。棐臣即以令箭，子夜叩关，退回高邮屯札。”
97. ↑  应廷吉《青磷屑》卷二：“公至草鞋峡，黄浒山等已败左兵于江上。公先具疏入告，奉旨有北兵南向，卿速回料理，不必入朝。公登燕子矶，南面八拜，恸哭而返。诸军驻高邮，奉阁部令箭云：左兵顺流而下，邳宿道即督一应军器、钱粮至浦口会剿。午刻奉令箭云：北兵南面，诸军不必赴泗，速回扬州听调。晡后，复奉令箭云：盱眙告急，邳宿道可督诸军至天长接应。棐臣谓诸将曰：阁部方寸乱矣。岂有千里之程，朝许之饷而一日三调者乎！惊急频仍，扬城必有内变。吾等第当坚守，相机而进。诸军唯唯否否，计无所出，偶语而散。”
98. ↑  《明史》（卷274）：“可法乃趋天长，檄诸将救盱眙。俄报盱眙已降大清，泗州援将侯方岩全军没。可法一日夜奔还扬州。”
99. ↑  《罪惟錄》（卷9）：“退保扬州，屡疏防江急，不应。”
100. ↑  《罪惟錄》（卷9）：“可法与中军胡茂祯专为城守计，以控大江。标兵仅三千人，驰檄请援，不报。”
101. ↑  应廷吉《青磷屑》卷二：“十一日，公至天长，檄召诸将救援盯眙；单骑当先，不避风雨。忽报盱眙已降，泗州降将侯方严（岩）全军败没，浮桥亦陷。公一日一夜，冒雨拖泥奔至扬州，尚未得食；城中哄传许定国领大兵至，欲尽歼高氏以绝冤对。且云：出自公口。十四日五鼓，高兵斩关夺门而出，悉奔泰州；牲畜舟楫，为之一空。”
102. 1 2  黄宗羲《弘光实录钞》，卷四，附录：“何刚，字悫人，华亭人也。以职方司主事监阁部军，兵溃被杀。钱应式女自缢。刘乙然妻周氏与其女同缢。其死难而姓名可知者，有江都县令鄞同志畏字抑畏，癸未进士。县丞孝丰王志端，字研方。诸生王缵，字伯绵，王绩，字亚绵；王续，字叔绵；李澜，字学海；黎增，字（？）修；魏应泰，字泰来；熊胤明；医陈天拔，字西明，兴平伯都司程秀夫；武生戴之藩；又兵张有德，船户徐某。画客陆榆字立梧（西星之孙）民冯应昌。”
103. ↑  钱海岳《南明史》卷二十九，列传第五，史可法传记：“清兵已入毫州，诏还师北御。驰至天长，檄诸将救盱眙，单骑先进，不避风雨。忽报盱眙降，昼夜兼行抵泗州，总兵李遇春已举城畔。可法一日夜冒雨退保扬州，血书寸纸，驰诣兵部请救，不报。”
104. ↑  应廷吉《青磷屑》卷二：“十五日，移泗诸军尚屯高邮，黄日芳檄防河兵至，适见北来艅艎挂帆江上，蜂拥而来。问之，则刘鹤洲、田百源之勤王师也。棐臣以刘有前隙，遂移屯高邮湖。是日，有北使至高邮。”
105. 1 2  应廷吉《青磷屑》卷二：“十六日，北氛日极；黄日芳檄川将胡尚友、韩尚谅各领本部札营茱萸湾，以为声援。应廷吉帅诸军来会，屯瓦窖铺，以为犄角。是日，田、刘撤兵回淮安矣。十七日，移泗诸军驻瓦窖铺，何刚率忠贯营兵来会。时方至午食，北哨陡至，射倒棐臣家丁；众大骇愕，诸君执三眼枪逐之。既退，复奔邵伯镇，遇胡、韩二将兵，斩首七级。适南风大作，诸军复退邵伯胡卢家嘴地方屯札。”
106. ↑  《罪惟錄》（卷9）：“四月十七日，北师抵扬州西门，使人谕可法降。可法誓死不夺，发马兵𢾗百，与北师对仗，卤三人，斩首十六。”
107. ↑  《罪惟錄》（卷9）：“可法復血書寸紙，請急救勿緩，不報。”
108. ↑  《大清世祖实录·卷十六》
109. 1 2  应廷吉《青磷屑》卷二：“二十三日，漏下二鼓，公谓棐臣曰：移泗饷银约二十万、军器火药十万并诸粮米，俱君首尾，弃之可惜。诸将非君至，当靳不与；可夤夜出城，陆续转运，以济缓急。又云：吾自觉愦愦，以后急务便宜行之，不必关白于我。事竣日，汇报可也。棐臣曰：廷吉现守南门，若何！公曰：以施诚庵代之。于是，缒城而下。城陷日，诚庵走至钞关门，皆中流矢毙。”
110. ↑  应廷吉《青磷屑》卷二：“十八日，城守毖严。公檄各镇援兵，无一至者；前锋镇移军天灵洲矣。午刻，公檄黄日芳驻邵伯镇，即为汛地；秦士奇副之。黄铉趱粮未回，以东省未任监军道孙芝秀署督粮道事，应廷吉副之，驻邵伯镇，转运粮储；胡、韩二将，往来护送。”
111. ↑  戴名世《乙酉揚州城守紀略》，卷一：“初，高傑兵之至揚州也，士民皆遷湖瀦避之，多為賊所害，有舉室淪喪者。及北警戒嚴，郊外人皆相扶攜入城，不得入者稽首長號，哀聲震地。公輒令開城納之。至是城破，豫王下令屠之，凡七日乃止。”
112. 1 2 3  徐鼒《小腆纪年》，卷十：“同死者文臣十二人：督抚卫允文赴水死。在籍兵部右侍郎张伯鲸与当事分城守，夺北兵佩刀自刎；妻韩氏、子妇郝氏俱从死考曰：「明史稿」谓：『伯鲸自经死』。「绎史」谓：『被数创死，妻杨氏从死』。今从杜于皇「茶村集」「张侍郎传」。参军庶吉士吴尔埙、故降贼；南归谒可法，请从军赎罪，断一指畀友人祝渊寄其家曰：『我他日不归，以指葬可也』。分守新城，投井死。主事何刚初以训练水师隶可法，喜相得晚：马士英恶之，出知遵义府。未赴而北兵至，佐城守，投井死。知府任民育，济宁人；绯衣端坐堂上见杀，合家投井死。同知曲从直，辽东人；王缵爵，鄞人；知县周志畏，亦鄞人。志畏年少任气，与高营将士不协，求解职，可法以新喻罗伏龙代之；甫三日，而北兵至。可法命新旧令同守一城；城破，两家全遇害。两淮运使杨振熙，临海人；监饷知县吴道正，馀姚人；县丞王志端，孝丰人；训导李自明，嘉兴人。幕客十九人，可考者六人：岁贡长洲卢渭，死于钞关河；昆山归昭，死于西门；书记顾起龙、龚之厚、陆晓、唐经世馀十三人名佚。武臣最著者：都督刘肇基，字鼎维，辽东人。方可法檄诸将入援，独肇基自白洋河趋赴，过高邮，不见妻子；既请战，不从，乃分守北门，发炮伤北兵甚众。城破，率所部四百人巷战，格杀数百人，一军皆殁。副将乙邦才，青州人；自刎死。马应魁，贵池人；每战披白甲，书「尽忠报国」四字于背，巷战死。庄子固，辽东人，以壮士七百人兴屯徐州；闻扬州被围，驯三日而至，与参将许谨拥可法出城，格斗中矢俱死。又有副将楼挺、江云龙、李豫、王思诚考曰：「青磷屑」作汪一诚、参将陶国祚考曰：「青磷屑」作陶匡明；盖其字也、冯国用、陈光玉、李隆、徐纯仁、游击李大忠、孙开忠、都司姚怀龙、解学曾十三人，俱巷战死。扬州士民死者，尸凡八十馀万。其以死节列名史册者，诸生高孝缵书衣襟曰：『首阳志，睢阳气；不二其心，古今一致』。自经学宫死。王士琇设庄烈帝位，号哭载拜，与其弟自缢死。王缵、王绩、王续昆季三人，沉水死。武生戴之蕃、义勇张有德、医士陈天拔、画士陆榆、市民冯应昌、舟子刘某俱死。又有可法家人史书者，从可法死焉考曰：以上参「明史」、「绎史」。按刘宝楠大令「扬州殉节录」所载极详；”
113. ↑  应廷吉《青磷屑》卷二：“十九日，公檄何刚督所部兵入城守卫；刘肇基率所部兵亦至，遂共入城。城陷日，刚以弓弦自经死...北兵未集时，刘肇基等请乘不备，背城一战。公曰：锐气不可轻试；且养全锋，以待其毙。”
114. ↑  李清《三垣笔记》，卷六，附识下：“往时南粮南饷以给官俸军粮，常苦压欠不给，上即位后，楚镇及四镇〈刘泽清、刘良佐、高杰、黄得功。〉频以匮告，而司兵惟务姑息，不知汰无用，核虚名。楚镇兵五万馀，需银一百八万，四镇兵各三万，需饷二百四十万，本色一百万。五镇不足恃，且还为我虞。居重驭轻，有京营六万，需饷一百二十万，锁上游，控江北；复有江督、安抚、芜抚、文武操江，郑鸿逵、郑彩、黄斌卿、黄蜚、卜从善等八镇，共兵十二万，计饷二百四十万，合之七百馀万，而川、楚、东、豫督抚镇不与焉。然而监纪多镇抚所题，以备使令，且皆龌龊下流，敢有核虚冒一议汰练乎？借警咆哮，甚而截劫。乃大司农综计所入，止六百万，关榷俱在焉。而七百万外有俸禄国用之增，六百万内有水旱灾伤之减，太仓既无宿储，内帑涸无可发，漕粮改折，此盈彼诎。至利臣言利，当轴以为奇谋，力主童生纳银，沿海开洋之说，喑呜叱?，力诋人为迂腐，而决行之，所入几何？而珠池，一内臣屯洋，两抚臣数道臣及中军取用，不可胜计。其供馈役使，所縻尤不赀，于兵饷所济几何？”
115. 1 2  《偏安排日事迹》卷十三，五月丁亥：“先是，四月中督辅可法屡疏告急，士英惟票旨「下部」；故金陵寂然。及扬州破，大江中无一舟渡，南北声绝。迟至二十九日，兵部始得报；民间犹未知也。朝廷方恃长江天险，转官、予荫，若无事然。兵科吴适曾诣兵部商防江大计，职方王期升答言：『长江之险，北兵决难飞渡；何足深忧』！适向同官叹息而已。至是，城守无备，一朝狼狈，通国恨之。”
116. ↑  戴名世《乙酉揚州城守紀略》卷一：“四月十九日，公知事不支，召史得威入，相持哭。得威曰：「相國為國殺身，得威義當同死。」公曰：「吾為國亡，汝為我家存。吾母老矣，而吾無子女，為吾嗣以事吾母。我不負國，汝無負我！」得威辭曰：「得威不敢負相國，然得威江南世族，不與相國同宗，且無父母命，安敢為相國後？」時劉肇基在旁泣曰： 「相國不能顧其親，而君不從相國言，是重負相國也。」得威拜受命。公遂書遺表，上宏光皇帝，又為書一遺豫王，一遺太夫人，一遺夫人。一遺伯叔父及兄若弟。函封畢，俱付得威曰：「吾死，汝當葬我於太祖高皇帝之側，其或不能，則梅花嶺可也。」復操筆書曰：「可法受先帝恩，不能雪仇恥，受今上恩，不能保疆士，受慈母恩，不能備孝養。遭時不造，有誌未伸，一死以報國家，固其分也。獨恨不從先帝於地下耳。」書畢，亦付得威。”
117. ↑  《明史》（卷274）：“作书寄母妻，且曰：“死葬我高皇帝陵侧。””
118. ↑  史可法：《史可法遺書》遺書一：「敗軍之將，不可言勇；負國之臣，不可言忠。身死封疆，實有餘恨。得以骸骨歸鐘山之側，求太祖高皇帝鑒此心，於願足矣。乙酉四月十九日，大明罪臣史可法書。」
119. ↑  史可法：《史可法遺書》遺書二：「可法死矣！前與夫人有定約，當於泉下相候也。四月十九日，可法手書。」
120. ↑  应廷吉《青磷屑》卷二：“二十日，北兵以大炮未至，屯斑竹园。骁将押住单骑劫营，夺马一疋、斩首一级而还；公赏以蟒纱一袭、白金百两。二十一日，甘肃镇李栖凤、监军道高岐凤帅所部兵四千人至，梁以樟、应廷吉、张鑻、施凤仪并礼贤馆诸生俱入城守卫。”
121. ↑  清阿克当阿修，姚文田、江藩等纂。《嘉庆重修扬州府志》卷二十七墓冢志记载：“谕葬太师谥文定李春芳墓，在城西二十里，弘恩寺侧。”
122. ↑  应廷吉《青磷屑》卷二：“旧城西门地形卑下，城外高阜俯瞰城下，势若建瓴。且为兴化李官祖茔，树木阴翳，由外达内，绝无阻隔；枝乾回互，势少得出。诸将屡以为言，公以李氏荫木，不忍伐也；且言诸将以此地为险，吾自守之。”
123. 1 2  钱海岳《南明史》卷二十九，列传第五，史可法传记：“可法乃督肇基...兵二万与诸文武官闭门坚守。旧城西门险要，自守之。礼贤馆士献策决高堰水灌清兵，可法谓民为贵，社稷次之，伤敌少而淮扬先为鱼鳖矣，不许。”
124. ↑  钱海岳《南明史》卷二十九，列传第五，史可法传记：“多铎命遇春、之纲及盱眙知县傅觐光持檄抵城下，可法数其罪。遇春曰：“公忠义闻华夏，而不见信于朝，死何益也？”可法趣矢射之。复令乡民持书至，守者引之入。挞守者，人与书俱投于水。”
125. ↑  应廷吉《青磷屑》卷二：“二十二日，李、高有异志，将欲劫公以应北兵。公正色拒之曰：此吾死所也。公等何为？如欲富贵，请各自便。前北兵谴我降人，百计说公，初犹令马旗鼓往来陈说；是日，止令隔河而语。词后，有北人来，亦不容矣。李、高见公志不可夺，遂于二鼓拔营而出，并带护饷用将胡尚友、韩尚谅诸兵北去。公恐生内变，亦听之，不禁也。”
126. ↑  徐鼒《小腆纪年》，卷十：“北兵以红夷炮攻城，铅弹大者如罂；堞堕不能修，以大袋沉泥填之...”
127. ↑  应廷吉《青磷屑》卷二：“二十四日，北兵试炮，飞至郡堂，弹重十斤四两；满城惶怖。二十四日夜，炮落雉堞二堵，二小卒缘墙而上，城上鼎沸。”
128. 1 2  钱海岳《南明史》卷二十九，列传第五，史可法传记：“二十五日擐甲登陴，礮杀数百人。时多铎孤军深入，虑有变，欲回师，孔有德、定国止之曰：“扬无援，更待数日城可下。”乃留不去，自督劲卒，用巨礮摧城西北隅，崩声如雷，守者犹不退。礮矢交注，城下死伤山积，清兵藉尸登城，城遂陷。可法欲巷战，兵散，左右劝出北门，图再举，不许。自刎不殊，庄子固、许瑾共抱持之，龚士杰以二十七骑拥之下城，而子固、瑾已中飞矢死。参将张友福掖可法，追至，战死。可法大呼曰：“我史阁部也。”众惊愕，执赴新城楼上。”
129. ↑  张廷玉《明史》卷二百七十四，列傳第一百六十二，史可法传记：“何剛，字愨人，上海人。剛友陳子龍、夏允彝將聯海舟達天津，備緩急，募卒二千人，至是令剛統之。龍入為兵科，言防江莫如水師，更乞廣行召募，委剛訓練，從之。以其兵隸史可法。可法大喜得剛，剛亦自喜遇可法知已。士英惡之，出剛遵義知府。可法垂涕曰：「子去，吾誰仗？」剛亦泣，願死生無相背。逾月，揚州被圍，佐可法拒守。城破，投井死。”
130. ↑  史可法《史忠正公集》，卷一，弘光元年正月，请紧急防守疏，：“淮抚管辖全疆，必须发兵协防，措粮接济，此门户之防，急当飞饬者也。邳宿孤悬河北，虽以臣标镇将分发沿河，其实整营待战之兵，不应为分信零星之用，即派防河上前有定议，亦断无渡河而北代主兵守城之理，今准淮抚移，会欲拨臣标二千众代为守邳，是明明置邳于度外矣，淮藩抚六万之兵，一百二十万之饷，可仅仅守一淮上乎，所当急发主兵据城固守，而以臣标之兵为应援，此重地之防，急当飞饬者也，臣虽奉命驻扬，终虑河防不固，数日之后即当北行，淮扬重地须人弹压，计为镇将兵民所怀服者，莫如监臣卢九德高起潜，九德见督京营，恐无暇隙，合令起潜移镇，早息兵争，此根本之防，急当飞饬者也，除臣一面移文知会外，伏祈圣鉴允行。”
131. ↑  《明史》（卷274）：“越二日，大清兵薄城下，砲击城西北隅，城遂破。可法自刎不殊，一参将拥可法出小东门，遂被执。可法大呼曰：“我史督师也。”遂杀之。”
132. ↑  史德威的《維揚殉節紀略》記載史德威把史可法從城東小門的城牆上放了下去。史可法仰臥地上，被俘。
133. 1 2  戴名世《乙酉揚州城守紀略》，卷一：“二十五日，大兵攻愈急。公登陴拜天，以大炮擊之。大兵死者數千人。俄而城西北崩，大兵入。公持刀自剄，參將許謹救之，血濺謹衣。未絕，令得威刃之。得威不忍。謹與得威等數人，擁公下城至小東門。謹等皆身被數十矢死，惟得威獨存。時大兵不知為史公，公大呼曰：「吾史可法也！」大兵驚喜，執赴新城樓見豫王。王曰：「前書再三拜請，不蒙報答，今忠義既成，先生為我收拾江南，當不惜重任也。」公曰：「吾天朝重臣，豈可苟且偷生，得罪萬世！願速死，從先帝於地下。」王反覆說之，不可。乃曰：「既為忠臣，當殺之以全其名。」公曰：「城亡與亡，吾死豈有恨？但揚州既為爾有，當待以寬大。而死守者，我也。請無殺揚州人。」王不答，使左右兵之，屍裂而死。闔城文武官皆殉難死。公既死，得威被執，將殺，大呼曰：「吾史可法子也！」王令許定國鞫之。逾旬，乃得免。既免，亟收公遺骸。而天暑，眾屍皆蒸變不能辨識，得威哭而去。先是得威以公遺書藏於商人段氏家，至是往段氏，則段氏皆死。得威旁徨良久，忽於破壁廢紙中得之，持往南京，獻於太夫人。”
134. ↑  应廷吉《青磷屑》卷二：“二十五日，扬城失守，邵伯镇文武一时星聚；移泗之饷，退屯赤岸湖埜人湾。至二十九日，旧甘肃镇李栖凤令其弟栖鸾率众大掠。时李成栋札营高邮东门，栖鸾不敢迳进，乃以小艇载辎重潜过；护饷各官，得以渔舟遁去。二十六日...三沟闸、瓜步等处，北骑密布。许大成决下河堤，以沙舡至船海、富安场等处避乱。”
135. ↑  福隆安《钦定八旗通志》，卷二百十一，忠义传：“岱纳，满洲正白旗人姓巴雅拉氏世居长白山地方，屡从征伐有功，顺治二年从定国大将军和硕豫亲王多铎南征。四月，攻扬州府城，奋勇先登，中伤阵亡。恩赐骑都尉世职。”
136. ↑  福隆安《钦定八旗通志》：“祖应元，漢軍正黃旗人，初任佐領。崇德八年隨和碩鄭親王濟爾哈朗征明，攻中後所，以本參領火炮從旁擊其城，破之，進取前屯衛，復以炮攻克其外城，論功授騎都衛...十一月，隨定國大將軍和硕豫亲王多铎平定河南。二年四月，攻扬州府，中炮歿於陣。”
137. ↑  福隆安《钦定八旗通志》：“李向舜，漢軍正黃旗人，明寧遠伯李成梁之孫也。順治元年，以署參領，隨定國大將軍和硕豫亲王多铎南征...二年四月，攻揚州府城，中炮歿於陣。”
138. ↑  福隆安《钦定八旗通志》“金应得，汉军正黄旗人世居渖阳地方由骁骑校，委署恭领，顺治二年随大兵征江南，四月，攻扬州府城，中礮阵亡。恩赐云骑尉世职。”
139. 1 2  《清世祖实录》卷十六，顺治二年乙酉。五月：“五月初五日、进至扬子江。时伪福王下镇海伯郑鸿达以水师守瓜州。曹总兵以水师守仪真汛地。初六日、我军陈北岸。相拒三日。初八日晚。令拜尹图、图赖、阿山、率舟师由运河潜至南岸。列于江之西。距瓜州十五里。初九日、复令梅勒章京李率泰、率舟师五鼓登岸。黎明渡江。官兵陆续引渡。令左翼舟师。留泊北岸敌至则以炮夹攻之。初十日、闻福王率马士英、及诸太监潜遁。”
140. ↑  顾炎武《圣安本纪》卷六，弘光元年五月：“时江北信绝，左兵与靖南相持不下，阮大铖、刘孔昭虚报捷音；捷遂率百官表贺，以愚都人耳目。是早，有书联于东、西长安门柱者云「福人沈醉未醒，全凭马上胡诌；幕府凯歌已休，犹听院中曲变」又云「福运告终，只看卢前、马后；崇基尽毁，何劳东捷、西沾」。即卢九德、马士英、张捷、李沾。又云「二鼠〈鼠卯〉翻世界，七煞卷地扫；东林一马踏江南，四镇擎天归北漠」。二鼠，闯、献二贼。七煞，刘孔昭、阮大铖、李沾、张捷、杨维垣、赵之龙、朱国弼。”
141. ↑  应廷吉《青磷屑》卷二：“五月初十之夜，大雾横江，北兵夜取瓜州，市廛门扇、栅栏、竹椅、木桌结为一牌，上然灯烛，大施号炮，乱流而下；以为北骑之袭江也，悉力攻击。北兵从坎坛桥狭流轻舟飞渡，不遇一、二十人耳。黎明，高阜僻处虚设亭幛，击鼓吹螺，沿江守兵遂无固守，且竟有先期纳款者。江东王气，于斯尽矣。”
142. 1 2  《偏安排日事迹》卷十三，五月丁亥：“北兵自瓜渚薄镇江，总兵郑鸿逵力御之。越二日，报鸿逵据京口，与北兵水战大捷；戎政颁赏有差。庚寅，（虏）兵潜师渡江，我师溃；郑鸿逵、杨文骢遁。江上相持者三日；会是日大雾，北兵乘雾自七里港渡，雾（中）见有兵驻江上，未知何兵。及飞矢如蝗，群惊曰：『北兵至矣』！步兵仓皇列阵甘露寺前，北兵以骑突之，悉溃走。闽、浙步兵焚掠至丹阳入浙，鸿逵等以舟师入海。辛卯，车驾夜狩太平府；依靖国公黄得功也。初，北兵南侵，保国公朱国弼等屏人密奏；上慨然曰：『太祖陵寝在此，走安往！惟死守耳』。至是早，北兵渡江信至，中外大震。上，薄暮开通济门，仓皇出狩；百官犹不知，但夜闻甲马声。次早，犹有入朝者；见内臣纷纷四窜，始知驾已出宫。”
143. ↑  《偏安排日事迹》卷十三，五月壬辰：“马士英出奔；乱民拥立王之明于京师。上之出奔，士英犹不知。惟戎政侍即李希沅先知，遂行；士英犹后之也。凡携家者，皆瞻顾不能行。初，之明屡讯，百官皆知伪；然民间犹啧啧真也。至是，二、三劣衿为首，率乱民拥立之，御殿三日。又群往赵之龙寓，邀百官入朝；之龙手斩为百〔姓〕劣〔衿〕三人，乃退。执之明，系。广昌伯刘良佐无拒北意，惟南门外纵兵焚掠。百姓恐攻城，彻夜惊呼；乃议推保国公朱国弼为留守官。之龙密遣使渡江，启迎北兵；时诸臣犹不知，集议礼部尚书所。谦益太息曰：『事至此，惟有作小朝廷求活耳』！拟启稿送之龙，之龙置不用。内库银、绢、米、豆、服玩、弓刀之属，皆被劫罄。掳马士英及群党家，又令力剿士英标下用兵几尽。初，辅臣王铎青衣谋遁，识者指骂曰：『若膺太子，辜先帝恩』！群捶之，须发尽秃。搜至之龙处，汹汹欲扑杀；之龙伴下之狱，故免。室内所蓄书画极多，与赀俱尽矣。”
144. ↑  《偏安排日事迹》卷十三，五月甲午：“北兵至大教场，扎营城外；文武官俱迎降...是日，刘良佐兵方肆掠城外，望北兵至，倒戈降；将伏不敢动。文臣钱谦益、梁云构、张孙振、刘光斗、宗灏等五人——武臣赵之龙先迎，后皆续往...王赐食饮，席地噉。之龙，靖难功臣赵彝后；至是，首启门降。诚意伯刘孔昭独率麾下兵，先斩关出走。豫王勒各官具花名手本画卯，不到者搜捕，咸加皮鞭；点名者，两大学士王铎、蔡奕琛也。”
145. ↑  《清世祖实录》卷十六，顺治二年乙酉。五月：“十五日、我军至南京。忻城伯赵之龙、率魏国公徐州爵、保国公朱国弼、隆平侯张拱日、临淮侯李祖述、怀宁侯孙维城、灵璧侯汤国祚、安远侯柳祚昌、永康侯徐弘爵、定远侯邓文囿、项城伯常应俊、大兴伯邹顺益、宁晋伯刘允基、南和伯方一元、东宁伯焦梦熊、安城伯张国才、洛中伯黄周鼎、成安伯柯祚永、驸马齐赞元、内阁大学士王铎、翰林程正揆张居、礼部尚书钱谦益、兵部侍郎朱之臣、梁云构、李绰、给事中林有本、陆朗、王之晋、徐方来、庄则敬、及都督十六员。巡捕提督一员。副将五十五员。并城内官民迎降。其沿途来归者。兴平伯高杰子高元照、广昌伯刘良佐、提督李本深、总兵胡茂祯、张士元、郭虎、杨承祖、李中星、何应昌、翟鸣凤、王之刚、李遇春、张天禄、张天福、李成栋、李栖凤等二十三员。监军道张健、柯起凤二员。副将四十七员。参将游击共八十六员。马步兵、共二十三万八千三百。捷闻。得旨、皇天眷佑。宗庙式灵。王公将士、分猷宣力。方平河朔旋定江南。览王奏报。朕深嘉悦。应行祭告诏赦事宜、即择吉具仪呈览。王躬履戎行。指挥。调遣。克奏肤功。特遣侍臣前赴军中慰劳。一应有功将帅官兵。作速察叙。以凭封赏。传谕与王。各该衙门知道。”
146. ↑  《偏安排日事迹》卷十三，五月：“北兵奄至太平府，靖国公黄得功、总兵翁之琪战败，死之；上遂入北营。初，豫王至城外，即驰遣骑兵数千往芜湖袭驾；无一人知者。时上已至太平，犹寂然。朱大典、阮大铖入见舟中，俱入阁。得功见上，誓力战报。未几，得功兵四出掠民家。北兵突至，得〔功〕仓皇出战；初中一矢，犹不退；继矢贯其喉，知不济，自刎死。副总兵翁之琪，亦投江死。中军田雄入上舟，上降北；马士英先期奉皇太后走浙矣。上至南京城外，诸降臣顿首豫王前，求无死，且求往见。豫王曰：『惟弗行君臣礼，可矣』！时上戴僧帽、着蓝布裤；马（驴）。寻入城，诸臣往见，一揖一叩首。上对诸臣泣，众皆泣。寻北狩。”
147. ↑  《清世祖实录》卷十七，顺治二年乙酉。六月辛酉：“定国大将军和硕豫亲王多铎等、奏擒故明福王朱由松捷音。言南京既克。福王潜遁太平。遂遣多罗贝勒尼堪护军统领图赖固山额真阿山同固山贝子吞齐和托、护军统领阿济格尼堪、阿尔津、敦拜、署护军统领杜尔德、梅勒章京伊尔德、阿哈尼堪、前锋统领努山等、率官兵追之福王复走芜湖我兵趋击。福王登舟欲渡江。图赖遂据江口。截其去路伪靖国公黄得功逆战。击败之。敌兵皆堕水。尽夺其舟。得功中流矢死。伪总兵田雄马得功、缚福王及其妃来献。并率十总兵部众降获金银缎、宝玉、貂皮等物无算。得旨、朕览王奏、福王朱由松就擒。将领兵丁、尽行归顺。知道了。王平定江南克有成绩。深可嘉悦。本内各营功次。一并详察以便优叙。兵部知道。”
148. ↑  《明史》（卷274）：“可法死，觅其遗骸。天暑，众尸蒸变，不可辩识。逾年，家人举袍笏招魂，葬于扬州郭外之梅花领。其后四方弄兵者，多假其名号以行，故时谓可法不死云。”
149. ↑  舒赫德、于敏中、彭元珫：《欽定勝朝殉節諸臣錄》卷一〈專諡諸臣〉:「督師、太傅、建極殿大學士、兵部尚書史可法，錦衣衛籍，祥符人；崇禎中，歷安池道為安慶巡撫，愛民敬士，屢卻寇兵，進南京兵部尚書，誓師勤王，迎立福王，出鎮江北，力圖興復，大兵克揚州，自刎不殊，被執死之。史可法節秉清剛，心存幹濟，危顛難救，正直不回，今諡忠正。」
150. ↑  《明史》（卷274）
151. ↑  《南疆逸史》（卷8）
152. ↑  . 新华社. 2022-12-02  [2022-12-02]. （原始内容存档于2023-02-27）.
153. ↑  曹阳. . 中国共产党新闻网. 2011-12-01  [2015-04-24]. （原始内容存档于2016-03-04）.
154. ↑  夏完淳：《續倖存錄》，《南都雜誌》。
155. ↑  鄭廉：《豫變紀略》卷八，浙江古籍出版社1984年版，第201頁。
156. ↑  孫靜庵：《明遺民錄》
157. ↑  顧誠《南明史》第五章〈弘光政權的瓦解〉第四節〈揚州失守〉：某日早晨“督一應軍器錢糧至浦口會剿”，中午令“諸軍不必赴泗，速回揚州聽調”；下午又令“盱眙告急，邳宿道可督諸軍至天長接應”
158. ↑  曾節明，〈中华厄运反思录〉
159. ↑  顧誠《南明史》第五章〈弘光政權的瓦解〉第四節〈揚州失守〉批評：作為政治家，他在策立新君上犯了致命的錯誤，導致武將竊取「定策」之功，大權旁落；作為軍事家，他以堂堂督師閣部的身分經營江北將近一年，耗費了大量的人力、物力、財力，卻一籌莫展，毫無作為。直到清軍主力南下，他所節制的將領絕大多數倒戈投降，變成清朝征服南明的勁旅，史可法馭將無能由此可見。即以揚州戰役而言，史可法也沒有組織有效的抵抗。某些史籍說他堅守揚州達十天之久，給清軍重大殺傷，也不符合事實。史可法自己在四月二十一日寫的遺書中說：清軍於十八日進抵城下，“至今尚未攻打，然人心已去，收拾不來”。多鐸下令攻城以前，史可法即已“自覺憒憒”，把軍務交幕僚處理。二十四日清軍開始攻城，不到一天揚州即告失守。史可法作為南明江淮重兵的統帥，其見識和才具實在平凡得很。比起江陰縣區區典史閻應元、陳明遇率領城中百姓奮勇抗清八十三天，相去何止千丈。
160. ↑  .   [2020-05-02]. （原始内容存档于2021-01-14）.